# عصر النهضة

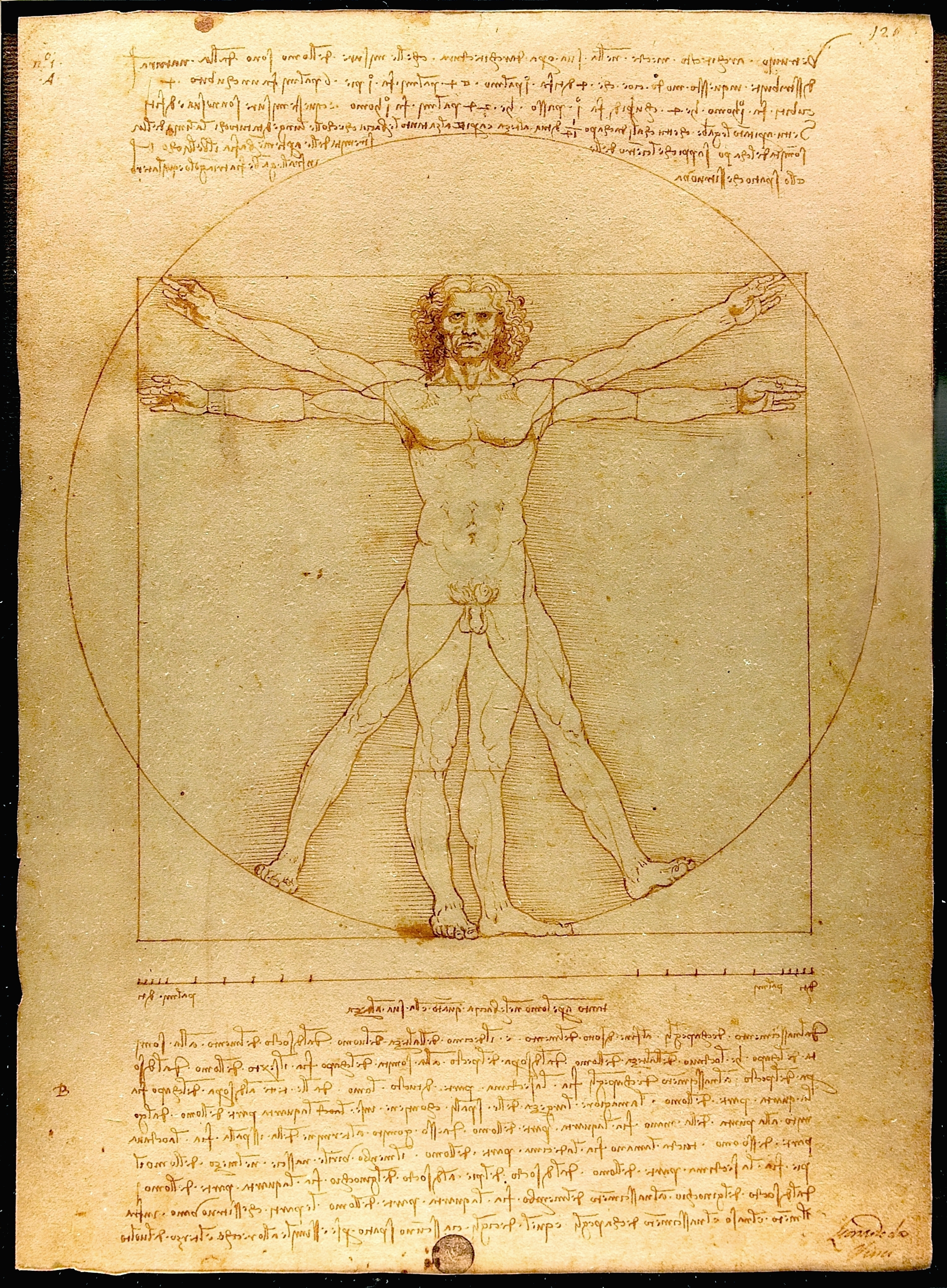
توضّح لوحة الرجل الفيتروفي لليوناردو دا فينشي تأثير مؤلفي العصور القديمة على مفكري عصر النهضة. اللوحة مبنية على المواصفات المذكورة في سلسلة كتب دي أركيتيتورا للروماني فيتروفيو (القرن الأول قبل الميلاد)، حاول دا فينشي رسم إنسان بأطراف وأبعاد متناسبة.

عصر النهضة (بالإيطالية: Rinascimento)‏ هي حركة ثقافية استمرت تقريباً من القرن الرابع عشر الميلادي إلى القرن السابع عشر. وكانت بدايتها في أواخر العصور الوسطى من إيطاليا ثم أخذت في الانتشار إلى بقية أرجاء أوروبا. على الرغم من توفر الورق واختراع حروف المونوتيب التي ساهمت في سرعة انتشار الأفكار أواخر القرن الخامس عشر، إلا أن تغييرات عصر النهضة لم تنتشر بشكل موحد في جميع أنحاء أوروبا. شهد عصر النهضة بوصفه حركة ثقافية ازدهاراً في الأدب باللغات المحلية وإبداعا في الأدب اللاتيني بدءاً من القرن الرابع عشر، ونهضةً في التعلم المعتمد على المصادر الكلاسيكية، والتي يعزو المعاصرون فضلها إلى بيترارك، وتطور الرسم المنظور والتقنيات الأخرى لجعل الرسم أكثر واقعية وطبيعية، فالإصلاح التعليمي الذي كان متدرجاً لكن على نحو منتشر. سياسياً، ساهم ظهور عصر النهضة في تعدد المعاهدات الدبلوماسية بين الدول. أما في مجال العلوم فكان التحول إلى الاعتماد على الملاحظة. يرى المؤرخون أن هذا الانتقال الفكري كان جسراً بين العصور الوسطى والعصر الحديث. ورغم أن عصر النهضة شهد انقلابات في العديد من الممارسات الفكرية واضطرابات سياسية واجتماعية كذلك، إلا أنه امتاز بالتطورات الفنيّة واسهامات المثقفين مثل ليوناردو دا ومايكل آنجلو، الذي ابتكر عبارة رجل عصر النهضة.
هناك إجماع على أن عصر النهضة بدأ في فلورنسا بإيطاليا في القرن الرابع عشر. اُقترحت العديد من النظريات التي تفسر أصوله وخصائصه، مع التركيز على عدد من العوامل بما فيها الخصائص الاجتماعية والمدنية لمدينة فلورنسا في ذلك الوقت وتركيبتها السياسية وسيطرة عائلة ميديشي الفلورنسية ذات النفوذ، وهجرة الباحثين في الدراسات اليونانية ومعهم النصوص اليونانية إلى إيطاليا بعد فتح القسطنطينية على يد الأتراك العثمانيين.
لعصر النهضة تاريخ طويل ومعقد، وبالإضافة إلى نزعة الشك الشائعة لدى المؤرخين حول تقسيم التاريخ إلى عصور منفصلة وواضحة، فقد دار بينهم أيضا الكثير من النقاش حول تمجيد القرن التاسع عشر لعصر النهضة وأبطال الثقافة الفردية المعروفين برجال عصر النهضة، والتساؤل عن فائدة عصر النهضة كمصطلح وكتصوير تاريخي. لاحظ مؤرخ الفن أروين بانوفسكاي هذه المقاومة تجاه مفهوم عصر النهضة:
ربما ليست مصادفةً أن حقيقة عصر النهضة الإيطالية كان مشكوكاً بها بشدة من الذين لم يكونوا ملزمين بالاهتمام مهنياً بالنواحي الجمالية للحضارة- مؤرخي التطور الاجتماعي والاقتصادي، والأوضاع الدينية والسياسية، وخصوصاً العلوم الطبيعية- لكن على نحو استثنائي من طلاب الأدب وعلى نحو غير محتمل أبداً من مؤرخي الفن.
يتساءل البعض عمّا إذا كان عصر النهضة يشكل «تقدماً» ثقافياً عن العصور الوسطى، بدلاً من اعتباره فترة من التشاؤم والتوق إلى الماضي لجميع العصور الكلاسيكية، بينما يركز المؤرخون الاجتماعيون والاقتصاديون -المتأثرون باتجاه «الأمد الطويل»- بشكل خاص على الاستمرارية بين العصرين والتي «مربوطةً بألف رابط» كما لاحظ بانوفسكاي. 
كلمة النهضة امتدت أيضا إلى الحركات التاريخية والثقافية، مثل عصر النهضة الكارولنجية وعصر النهضة في القرن الثاني عشر.

## نظرة عامة
عصر النهضة كان حركة ثقافية أثرت بعمق على الحياة الفكرية الأوروبية في الفترة الحديثة المبكرة. بدأ في إيطاليا، وانتشر إلى بقية أوروبا من القرن السادس عشر، وشُعر بنفوذه في الفلسفة والأدب والفن والموسيقى والسياسة والعلوم والدين، وغير ذلك من جوانب التساؤلات الفكرية. علماء عصر النهضة استخدموا الأسلوب الإنساني في الدراسة، وبحثوا عن الواقعية والمشاعر الإنسانية في الفن.
بحث إنسانيو عصر النهضة مثل بوجيو براشيوليني في المكتبات الرهبانية الأوروبية عن الأدب اللاتيني، والنصوص التاريخية والخطابية للعصور القديمة حيث ولّد سقوط القسطنطينية (عام 1453) موجات لجوء للعلماء اليونانيين جالبين معهم مخطوطات باليونانية القديمة، سقط الكثير منها في المجهول في الغرب. كان في تركيز علماء عصر النهضة الأدب والنصوص التاريخية والذي اختلف كثيراً عن علماء القرون الوسطى في عصر نهضة القرن الثاني عشر، والذين كانوا يركزون على دراسة الجهود اليونانية والعربية في العلوم الطبيعية والفلسفة والرياضيات بدلاً من النصوص الثقافية. أصحاب المذهب الإنساني في عصر النهضة لم يرفضوا الدين المسيحي عند إحياء الأفلاطونية الجديدة، بل على العكس من ذلك، خصصت العديد من أعمال عصر النهضة للدين المسيحي، وقد قامت الكنيسة برعاية العديد من الأعمال الفنية من عصر النهضة. على الرغم من ذلك، حدث هناك تغير دقيق في الطريقة التي اقترب بها المثقفون إلى الدين مما انعكس ذلك على المجالات المختلفة في الحياة الثقافية. وبالإضافة إلى ذلك، العديد من الأعمال اليونانية المسيحية، بما في ذلك العهد اليوناني الجديد، أعيدت من بيزنطة إلى أوروبا الغربية وقد اشترك فيها علماء الغرب وللمرة الأولى منذ أواخر العصور القديمة. وقد تسبب هذا الانشغال الجديد بالأعمال المسيحية المكتوبة باليونانية (وبالذات العودة إلى النسخة اليونانية من العهد الجديد والذي روج له الإنسانيان لورينزو فالا ودسيدريوس إراسموس) إلى تمهيد الطريق لحركة الإصلاح البروتستانتية.
بعد عودة الفنون إلى الكلاسيكية بفترة طويلة كما في أعمال النحات نيكولا بيسانو، سعى رساموا فلورنسا بقيادة مازاتشو إلى إظهار شكل الإنسان بطريقة واقعية، وطوروا لذلك أساليب لتقديم الضوء والمنظور بشكل يبدو أكثر طبيعية. سعى الفلاسفة السياسيون، وأشهرهم نيكولو مكيافيلي، لوصف الحياة السياسية كما كانت حقا، لفهمها بعقلانية. في 1486، ساهم النص الشهير للفيلسوف بيكو ديلا ميراندولا والمعنون بـ «De hominis dignitate (خطاب في كرامة الإنسان)» بدور مؤثر في النزعة الإنسانية في عصر النهضة الإيطالي. احتوى النص على سلسلة من الأطروحات المعتمدة على المنطق حول الفلسفة والفكر الطبيعي والإيمان والسحر. بالإضافة إلى دراسة اللغات اللاتينية واليونانية التقليدية، بدأ مؤلفوا عصر النهضة باستخدام اللغة العامية. هذا التحول بالإضافة إلى بداية انتشار الطباعة ساعد على انتشار القراءة بين الناس، خاصة قراءة الإنجيل.
بالمجمل، يمكن أن ننظر إلى عصر النهضة على أنه محاولة من قبل المفكرين لدراسة وتطوير الجانب العلماني والدنيوي، من خلال إحياء بعض الأفكار القديمة بالإضافة إلى إيجاد مناهج فكرية جديدة ومبتكرة. بعض العلماء مثل رودني ستارك، ينتقصون من عصر النهضة لصالح الابتكارات السابقة للدول-المدن الإيطالية في أوج العصور الوسطى، والتي ارتبطت بتجاوب الحكومة والمسيحية وولادة الرأسمالية. ووجهة النظر هذه ترى أنه في نفس الوقت الذي كانت فيه دول أوروبية عظمى (فرنسا وإسبانيا) ملكيات مطلقة، ودول أخرى تحت سيطرة مباشرة من الكنيسة، كانت الجمهوريات الإيطالية المستقلة تعمل على تطبيق مبادئ الرأسمالية التي ابتكرتها العقارات الرهبانية وفجرت بذلك ثورة تجارية واسعة وغير مسبوقة سبقت عصر النهضة، وقامت بتمويله.

## الأصول

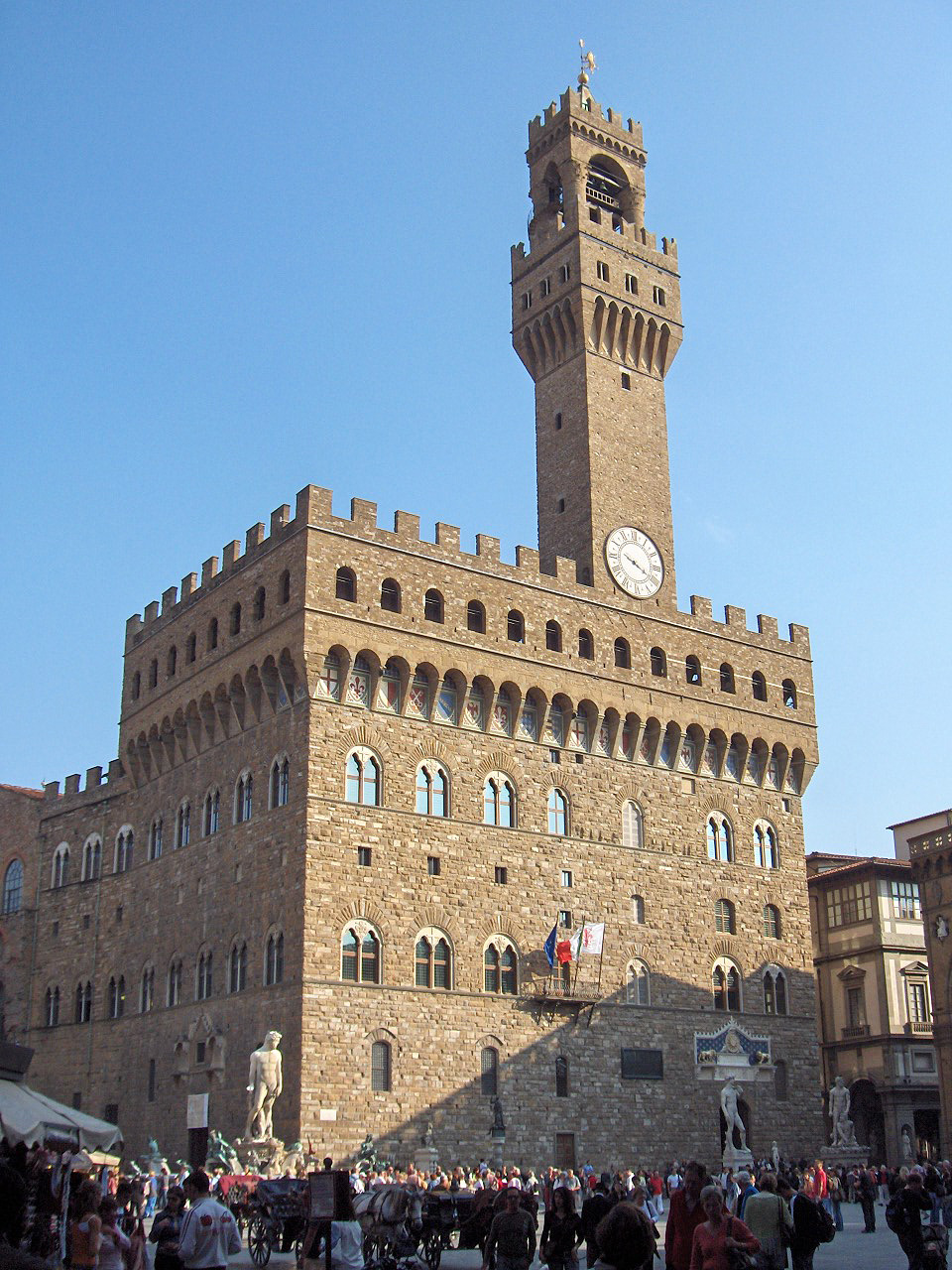
فلورنسا مركز النهضة

يرى كثيرون أن الأفكار التي امتاز بها عصر النهضة كان لها أصول في فلورنسا في القرن الثالث عشر، خاصة في كتابات دانتي أليغييري (1265-1321) وفرانشيسكو بتراركا (1304-1374) وجوتو دي بوندوني (1267-1337). حاول بعض الكتاب أن يحدد بداية عصر النهضة بشكل دقيق حيث اقترح أحدهم أن نقطة البداية كانت في عام 1401 عندما تنافس العبقري لورنزو جبرتي مع خصمه فيليبو برونليسكي للفوز بعقد بناء الأبواب البرونزية لبيت المعمورية الخاص بكاتدرائية فلورنسا (وقد فاز جبرتي). بينما يرى آخرون منافسة أكثر عمومية بين الفنانين والمثقفين مثل برونليسكي، وجبرتي، ودوناتيلو ومازاتشو لأجل الفوز بالمشاريع الفنية والتي أثارت الإبداع في عصر النهضة. ومع ذلك لا يزال محل جدل كبير لماذا بدأ عصر النهضة بشكل عام، ولماذا في إيطاليا تحديداً. وفقا لذلك، طرحت العديد من النظريات لتفسر أصولها.
خلال عصر النهضة، ذهب المال والفن جنبًا إلى جنب. الفنانون يعتمدون كليا على الرعاة بينما الرعاة يحتاجون إلى المال لدعم العباقرة. الثروات تدفقت إلى إيطاليا خلال القرن الرابع عشر والخامس عشر والسادس عشر من خلال التبادل التجاري في قارة آسيا وأوروبا، حيث أن تعدين الفضة في تيرول قد زاد من تدفق المال، بالإضافة إلى أن معدات الرفاهية المجلوبة من العالم الشرقي خلال الحروب الصليبية قد ساهمت في زيادة ازدهار جنوة والبندقية.
ميشيليت عرّف عصر النهضة في فرنسا خلال القرن السادس عشر بالفترة في تاريخ الحضارة الأوروبية التي مثلت الفاصل بعد القرون الوسطى حيث خلقت فهماً متطوراً للإنسانية ومكانتها في العالم.

### مراحل النهضة الإنسانية للاتينية واليونانية
يبرز التناقض شديد مع العصور الوسطى، عندما كان الباحثون اللاتينيون يُركزون بشكل كامل على دراسة أعمال العلوم الطبيعية والفلسفة والرياضيات عند العرب واليونانيين، كان الباحثون في عصر النهضة مهتمين في دراسة واستعادة النصوص الأدبية والتاريخية والخطابية لدى اللاتينين واليونانيين. بشكل عام، بدأ ذلك بمرحلة لاتينية في القرن الرابع عشر، وذلك عندما قام علماء من عصر النهضة مثل بترارك وكولوتشو سالوتاتي (1331-1406) ونيكولو دي نيكولي (1364-1437) وبوجيو براشيوليني (1380-1459) بتمشيط مكتبات أوروبا بحثا عن أعمال مؤلفين لاتينيين أمثال شيشرون وتيتوس ليفيوس وسينيكا. في أوائل القرن الخامس عشر، تم استعادة الجزء الأكبر من الأدب اللاتيني، وفي المرحلة اليونانية من عصر النهضة كانت الحركة الإنسانية هي القائمة، كما رجع العلماء في أوروبا الغربية إلى استعادة النصوص اليونانية الأدبية والتاريخية والخطابية واللاهوتية القديمة.
على العكس من الكتب اللاتينية التي حافظت على أصالتها ودُرست كما هي في الغرب الأوربي منذ القدم، إلا أن دراسة الكتب الإغريقية كانت محدودة جداً في العصور الوسطى في أوروبا. فقد تمت دراسة الأعمال الإغريقية القديمة في العلوم والرياضيات والفلسفة منذ أوج العصور الوسطى في غرب أوروبا والعالم الإسلامي (عادة بالترجمة)، ولكن الآداب الإغريقية والأعمال الخطابية والتاريخية (مثل هوميروس والدراميين الإغريقيين ديموستيني وثوسيديديس وما إلى ذلك) لم يخضعوا للدراسة لا في العالم اللاتيني ولا القرون الوسطى الإسلامية وإنما تمت دراسة هذه النصوص آنذاك عن طريق الباحثين البيزنطيين. من أكبر انجازات علماء عصر النهضة هو جلب الإنتاج الثقافي الإغريقي كاملا إلى غرب أوروبا للمرة الأولى منذ العصور القديمة. ويُرجع البعض تاريخ حركة إعادة دمج النصوص اليونانية الأدبية والتاريخية والخطابية واللاهوتية في مناهج أوروبا الغربية إلى دعوة كولوتشو سالوتاتي للدبلوماسي والعالم البيزنطي مانويل كرايسالريس (حوالي 1355-1415) لتدريس اليونانية في فلورنسا.

### الهياكل الاجتماعية والسياسية في إيطاليا

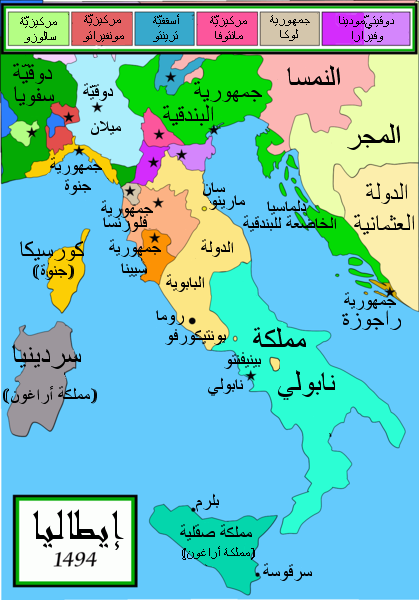
خريطة سياسية لشبه الجزيرة الإيطالية حوالي العام 1494

حدت الأوضاع السياسية في إيطاليا في القرون الوسطى المتأخرة البعض إلى إطلاق نظرية مفادها: أن المناخ الاجتماعي غير العادي سمح بظهور حالات ثقافية نادرة. إيطاليا لم تكن موجودة ككيان سياسي في الفترة الحديثة المبكرة، بل كانت مقسمة إلى دويلات ومقاطعات صغيرة: مملكة نابولي تسيطر على الجنوب، وجمهورية فلورنسا والدولة البابوية في الوسط، وميلانو وجنوة إلى الشمال والغرب على التوالي، والبندقية إلى الشرق. كانت إيطاليا في القرن الخامس عشر واحدة من أكثر المناطق تحضراً في أوروبا. وكانت العديد من مدنها تقع بين أنقاض المباني الرومانية القديمة، بل يبدو من المرجح أن ترتبط طبيعة الكلاسيكية في عصر النهضة بجذورها في قلب الإمبراطورية الرومانية.
يشير المؤرخ والفيلسوف السياسي كوينتن سكينر إلى أن الأسقف الألماني أوتو فون فرايسينج (حوالي 1114-1158) الذي زار شمال إيطاليا خلال القرن الثاني عشر لاحظ وجود شكل جديد ومنتشر من التنظيم السياسي والاجتماعي، مشيراً إلى أن إيطاليا على ما يبدو تركت الإقطاعية وأصبح مجتمعها مبنياً على التجارة (merchants and commerce). وارتبط بهذا أفكار معادية للملكية، متمثلة في الرسمة الجصيّة الشهيرة في أوائل عصر النهضة حكاية الحكومة الجيدة والحكومة السيئة في سيينا التي رسمها أمبروجيو لورنزيتي (رسمت في 1338-1340)، وكانت تحمل رسائل قوية حول فضائل العدل والعدالة والجمهورية والإدارة الجيدة. استطاعت جمهوريات المدن الإيطالية تكريس مفاهيم الحرية في نفس الوقت الذي كانت تكبح فيه جماح الامبراطورية والكنيسة. يروي سكينر أن هناك العديد من حماة الحرية الفردية مثل احتفال ماتيو بالميري (1406-1475) بعبقرية فلورنسا ليس فقط في النحت والفن والعمارة، ولكن أيضاً «بالازدهار الملحوظ في الفلسفة الأخلاقية والاجتماعية والسياسية التي شهدتها فلورنسا في نفس الوقت».
حتى المدن والدول خارج وسط إيطاليا، مثل جمهورية فلورنسا آنذاك، كانت مشهورة أيضاً بكونها جمهوريات تجار، وخاصة جمهورية البندقية. وعلى الرغم من أنها كانت في الواقع أوليغاركية، ولم تكن تشبه الديمقراطية الحديثة إلا بشكل طفيف، إلا أنها كانت ولايات متجاوبة وتحتوي على بعض مزايا الديمقراطية، مع أشكال من المشاركة في الحكم والإيمان بالحرية الفردية. أفضت الحرية السياسية النسبية المتوفرة إلى تقدم أكاديمي وفني. وبالمثل، فإن موقع المدن الإيطالية مثل البندقية والمراكز التجارية الكبرى جعلتها في مفترق طرق ثقافي. جلب التجار معهم الأفكار من أصقاع العالم، وبالتحديد من المشرق العربي. كانت البندقية بوابة أوروبا التجارية، ومنتجة للزجاج الجيد، بينما كانت فلورنسا عاصمة لصناعة النسيج. كانت هذه الثروات المتدفقة إلى إيطاليا بسبب هذه الأعمال التجارية تعني أن بالإمكان تعميد المشاريع الفنية العامة أو الخاصة، وأيضا أن بإمكان الأفراد تخصيص أوقات فراغ أكبر للدراسة.

### الموت الأسود/ الطاعون

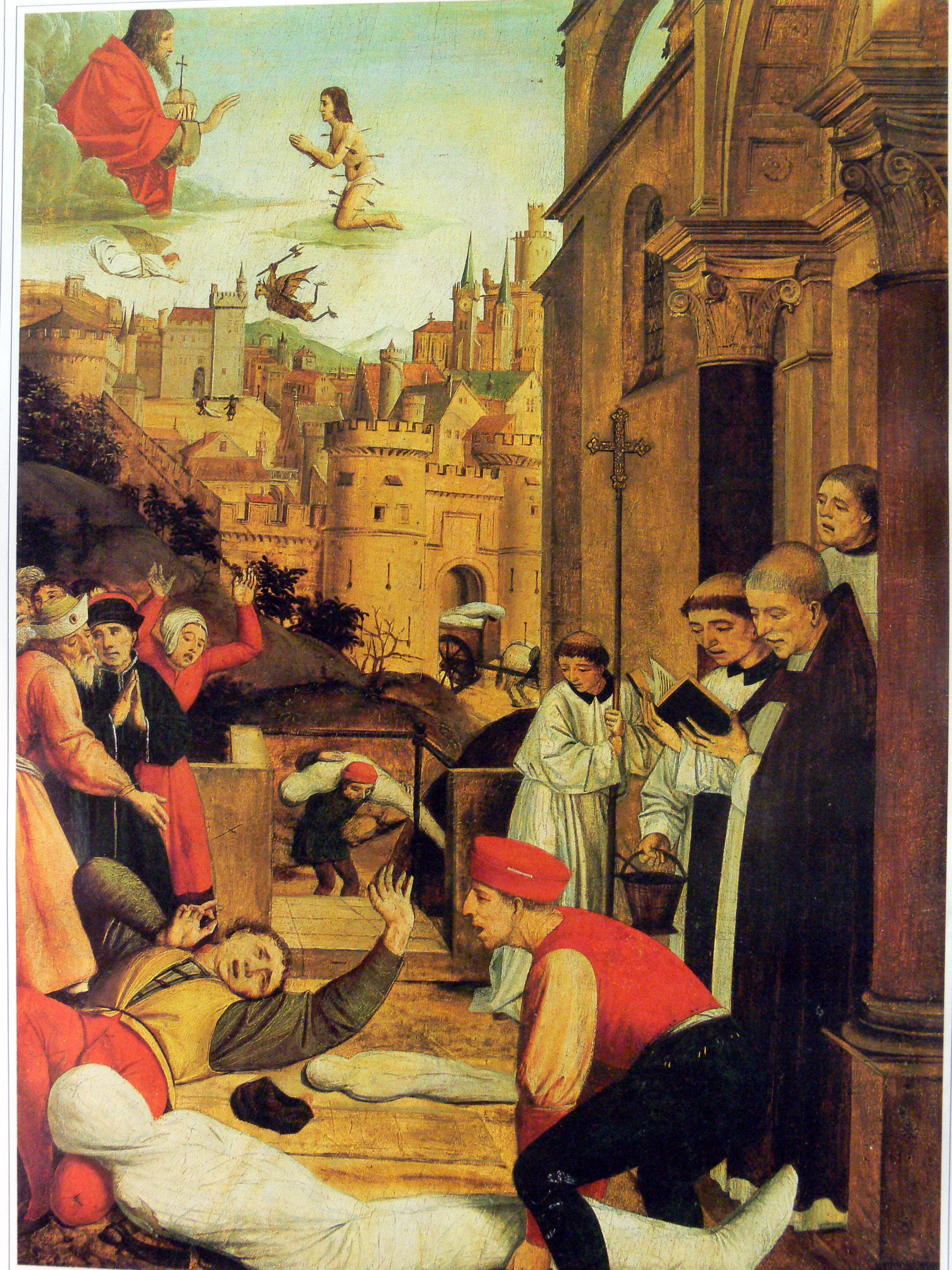
الطاعون 1497-1499

ترى أحد النظريات المطروحة أن الدمار الذي تسبب به الموت الأسود (الطاعون) في فلورنسا، والذي أصاب أوروبا بين عامي 1348 و 1350 كان سبباً في تحول نظرة الإيطاليين للعالم من حولهم في القرن الرابع عشر. ضرب الطاعون إيطاليا بالذات بشكل شديد، وقيل أن الألفة مع الموت جعلت المفكرين يتأملون أكثر بحياتهم على هذه الأرض بدلاً من الحياة الآخرة والروحانية. كما قيل أن الطاعون دفع موجة جديدة من التقوى، والتي تجلت في رعاية الأعمال الفنية الدينية. ولكن هذا لايفسر بشكل كامل لماذا حدث عصر النهضة في القرن الرابع عشر في إيطاليا على وجه التحديد. فوباء الموت الأسود قد أصاب جميع أنحاء أوروبا، وليس فقط إيطاليا. على الأرجح، ظهور عصر النهضة في إيطاليا كان نتيجة لتفاعل معقد للحقائق المذكورة أعلاه.
وقد نُقل الطاعون عن طريق البراغيث على السفن الشراعية العائدة من موانئ آسيا، وكان ينتشر بسرعة بسبب عدم وجود المرافق الصحية المناسبة: يصل عدد سكان إنجلترا آنذاك حوالي 4.2 مليون نسمة، 1.4 مليون شخص فقدوا في الطاعون الدبلي. انخفض عدد السكان في فلورنسا إلى النصف تقريباً في عام 1347. وكنتيجة لهذا الانخفاض في عدد السكان، فقد ازدادت قيمة الطبقة العاملة، وأيضاً جاء العامة ليحظوا بحرية أكبر. ولسد الحاجة المتزايدة إلى العمل، فقد سافر العاملون بحثاً عن المكان الأفضل من الناحية الاقتصادية.
كان للانخفاض السكاني بسبب الطاعون بعض العواقب الاقتصادية: انخفضت أسعار المواد الغذائية، وانخفضت قيمة الأراضي بنسبة 30٪ إلى 40٪ في معظم أنحاء أوروبا بين 1350 و 1400. كما واجه ملاك الأراضي خسارة كبيرة، ولكن بالنسبة للرجال والنساء العاديين، فقد كانت تلك مفاجئة سارّة. لم يجد الناجون من الطاعون فقط أسعار الغذاء منخفضة، بل وجدوا أيضا العديد من الأراضي المتاحة، والغالبية منهم كان قد ورثها من أقاربه الذين ماتوا.
كان انتشار المرض أكثر بكثير في مناطق الفقر. دمرت الأوبئة المدن، وخاصة الأطفال، كما انتشر الطاعون بسهولة عن طريق القمل، ومياه الشرب غير صحية، والجيوش، وقلة النظافة. كان الأطفال أكبر المتضررين لأن أمراضا مثل التيفوس والزهري كانت تهاجم جهاز المناعة لديهم، وتجعلهم غير قادرين على مقاومة الأمراض. الأطفال في مساكن المدينة تأثروا من انتشار المرض أكثر من الأطفال الأثرياء.
تسبب الطاعون باضطرابات في البنية السياسية والاجتماعية لفلورنسا أكثر مما تسببته الأوبئة اللاحقة. على الرغم من العدد الكبير للضحايا الذين لاقوا حتفهم من الطبقة الحاكمة، إلا أن حكومة فلورانسا استمرت في العمل طيلة هذه المدة. عُلقت الاجتماعات الرسمية للممثلين المنتخبين في ذروة الوباء نظراً لظروف الفوضى في المدينة، ولكن تم تعيين مجموعة صغيرة من المسؤولين لتسيير شؤون المدينة والتي تضمن استمرارية الحكومة.

### الظروف الثقافية في فلورنسا

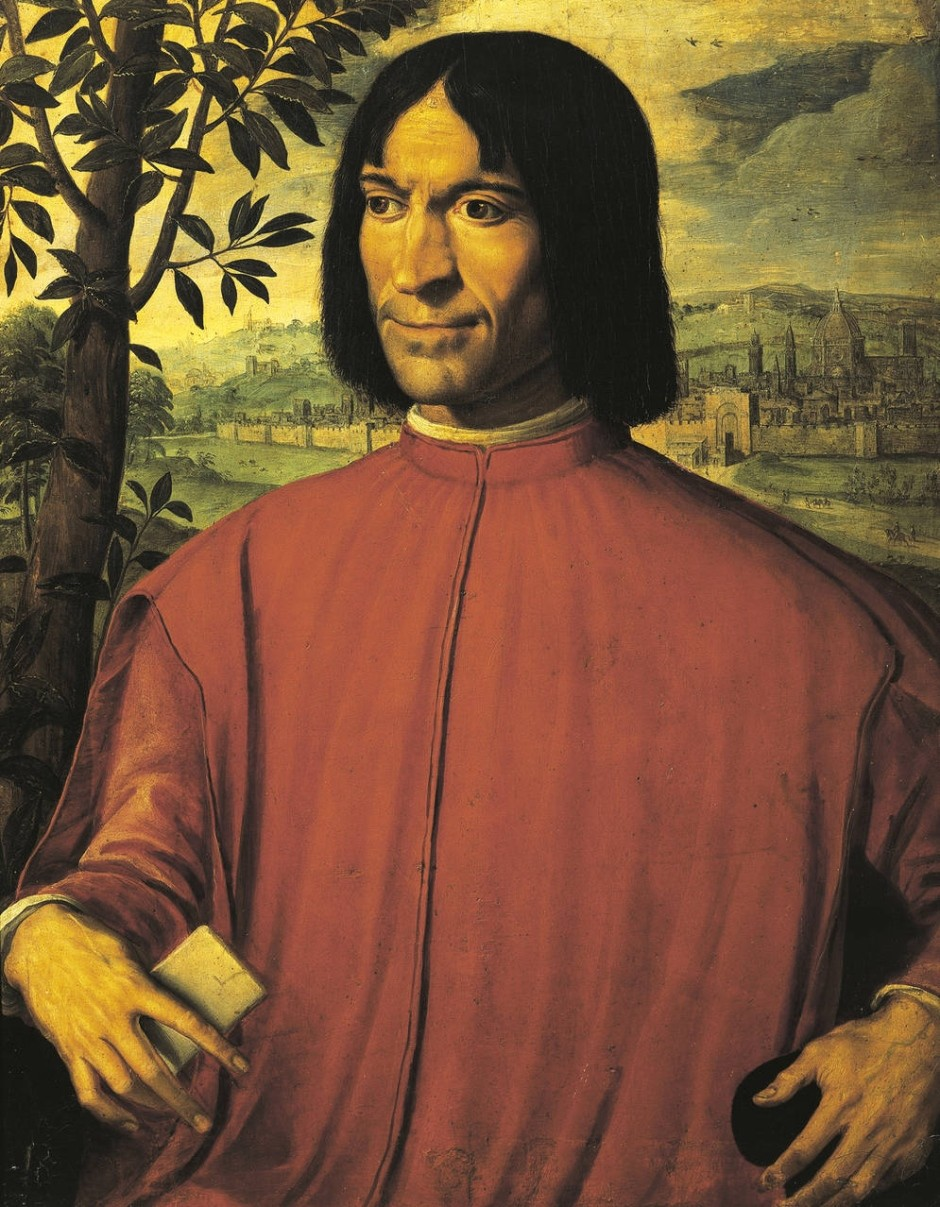
لورينزو دي ميديشي، حاكم فلورنسا وداعم للفنون

لماذا بدأ عصر النهضة في فلورنسا، وليس في أي مكان آخر في إيطاليا؟ لقد كان هذا السؤال لفترة طويلة محلاً للنقاش. الباحثون لاحظوا عدة مميزات فريدة في الحياة الثقافية في فلورنسا التي ربما كانت إحدى الأسباب التي أدت إلى الحراك الثقافي. العديد أكدوا الدور الذي قامت به الميديشي - عائلة مصرفية وملكية في وقت لاحق - في رعاية وتحفيز الفنون. كان لورينزو دي ميديشي (1449-1492) أحد المتسببين في رعاية واسعة للفنون، فقد شجع مواطنيه لتعميد أعمال فنية لأبرز فناني فلورنسا مثل ليوناردو دا فينشي وساندرو بوتيتشيلي وميكيلانجيلو. كما قام دير «دي سان دوناتو آغلي سكوبيتي» التابع لجماعة الأوغسطينية في فلورنسا بتكليف ليوناردو دا فينشي وساندرو بوتيتشيلي ونيري دي بيتشي وفيليبينو ليبي بأعمال فنية.
كان عصر النهضة بالتأكيد جارياً قبل أن يأتي لورينزو للسلطة، بل قبل أن تحقق أسرة ميديشي نفسها الهيمنة في مجتمع فلورنسا. بعض علماء التاريخ سلّم بأن فلورنسا هي مكان مولد عصر النهضة بالحظ، بمعنىً آخر لأن «رجالاً عظماء» ولدوا هنالك بمحض الصدفة. دافينشي، وبوتيتشيلي، ومايكلأنجلو ولدوا جميعهم في توسكانا. ورداً على أن فرصة كهذه تبدو غير محتملة، اعتبر مؤرخون آخرون أن هؤلاء «الرجال العظماء» كانوا فقط قادرين على الوصول للتأثير والشهرة بسبب الظروف الثقافية السائدة في ذلك الوقت.

## الأسباب

### انتعاش التجارة وازدهار المدن التجارية الأوربية
بالرغم من فنانيها وأدبائها وعلمائها، نشأت المدن التجارية على يد التجار، ومن تلك المدن «جنوة»، «ميلان»، «بيزا»، «البندقية» و «فلورانسا»، وقد اسس التجار كل ماهو لازم لإنشاء تلك المدن من توفير سلطة قضائية وتشريعية وغيرها لحفظ سير تجارتهم، وقد نهضت مدن بفضل التجارة وكان مبدئها أماكن أو مستودعات ثم أصبحت مراكز ثم قامت منها مدن، وعلى هذا الأساس قامت باقي المدن الأوروبية لأن التجارة عنصر فعال في بث شرايين الحياة داخل المجتمعات

### استعمال اللغة الوطنية
كانت اللغة اللاتينية وهي لغة العلم والثقافة والفن محصورة في رجال الدين، لكن تنبه الأوروبيين إلى ضرورة استعمال اللغة الوطنية التي يتكلمها معظم أبناء الشعب، وقد كان لتشجيع بعض الحكومات الأوروبية للغات القومية وإقب اللغات الأم للغات شعوب أوروبا الحالية مثل اللغات الفرنسية والإنجليزية وغيرها.

### سقوط القسطنطينية
أدى سقوط القسطنطينية عاصمة البيزنطيين بعد أن فتحها الأتراك العثمانيون إلى هجرة عدد كبير من العلماء إلى إيطاليا خاصةً، وحملوا معهم ما استطاعوا من كتب إغريقية وتماثيل وأدوات قديمة. وهناك تعاونوا على بعث الثقافة اللاتينية وتطويرها في قالب جديد كان نواة للنهضة الأوربية. وكان فتح القسطنطينية عام 1453 م.

## مظاهر النهضة الأوروبية وخصائصها

### انحلال الإقطاع
سار نظام الإقطاع في عصر النهضة على طريق التلاشي والزوال نتيجة موت عدد كبير من أمراء الإقطاعيين في الحروب الصليبية، وانصراف بعض الإقطاعيين إلى ممارسة التجارة، فتحرر الفلاحون والأقنان ولم يتمكن من بقي من الإقطاعيين من مقاومة التغيرات التي حصلت نتيجة النهضة.

### ظهور الدول الحديثة
عبر تطوير أساليب الحكم، وقد ساعدتهم في ذلك الأفكار الجديدة مثل افكار المفكرين مكيافيلي الإيطالي Machiavelli وجون روبن الفرنسي Jean Robin والإنجليزي هوبس Hobs وتدفق الثروات، الناتجة عن الاكتشافات الجغرافية الكبرى، واستغلال مناجم الذهب والفضة للقارة الأمريكية، خاصة من طرف إسبانيا والبرتغال في البداية. فساندت الطبقة المتوسطة الملوك على استتباب الأمن والنظام، والقضاء على الإقطاع فضلًا عن تكون الرأي العام ونمو اللغات المحلية وظهور الروح القومية، ولقد كان لهذه العوامل أثرها الفعال في قيام الدول الأوروبية الحديثة.

### إحياء الدراسات القديمة
اهتم بالدراسات الإغريقية واللاتينية عقول الكثيرين من الأوروبيين وقد وجدوا معظم مجلداتهم في الكنائس والأديرة، فعكفوا على دراستها، وترجمتها إلى اللغات المحلية مما فتح نوافذ المعرفة أمام غالبية الشعب.

## الخصائص

### المذهب الإنساني
بشكل ما، المذهب الإنساني لم يكن فلسفة بل كان أسلوباً للتعلم. وعلى النقيض لما كان عليه مذهب المدرسية في العصور الوسطى والذي ركز على حل التناقضات بين الكُتاب، فالإنسانيون يدرسون النصوص القديمة من أصولها، ويقيمون نتائجها عن طريق مزيج من المنطق والبراهين التجريبية. واستند التعليم في المذهب الإنساني على برنامج ستوديا هومانيتاتيس (باللاتينية: Studia Humanitatis) والذي يشمل دراسة 5 علوم إنسانية: الشعر، والنحو، والتاريخ، والفلسفة الأخلاقية، وفن الخطابة. ورغم أن المؤرخين عانوا من أجل وضع تعريف دقيق للحركة الإنسانية، إلا أن معظمهم استقر على تعريف وسطي... الحركة المعنية باسترجاع وتفسير واستيعاب لغة وأدب الحضارتين الإغريقية والرومانية وقيمها وعلمها. وقبل كل شيء، أكد الإنسانيون على عبقرية الرجل وقدرة العقل البشري الفريدة والاستثنائية.

بورتريه للسير توماس مور, 1527

قام علماء المذهب الإنساني بإعادة تشكيل المنظور الفكري حتى وقتنا المعاصر. وقام فلاسفة سياسيون أمثال نيكولو مكيافيلي وتوماس مور بإعادة إحياء الفكر اليوناني والروماني، واستفادوا منه في نقد الحكومات المعاصرة. كتب فيلسوف عصر النهضة الإيطالي بيكو ديلا ميراندولا ما يعتبر غالبا أنه بيان عصر النهضة، وهو الاستمرار والنشاط في الدفاع عن حرية التفكير، وخطاب في كرامة الإنسان. اشتهر متيو بالمييري (1406 م-1475 م) -وهو إنساني آخر من إيطاليا وبالتحديد مدينة فلورنسا- بأحد أهم أعماله وهو كتاب Della vita civile (في الحياة المدنية)"; الذي نشر عام 1528، والذي كان يناصر من خلاله فكرة المدنية الإنسانية، وقد خدمه في انتشار هذا الكتاب موهبته في صقل كتابته باللغة التوسكانية العامية التي أوصلها لمستوى اللغة اللاتينية ماكتبه بالمييري اعتمد على المنظّرين والفلاسفة الرومان وخاصة كونتليان وشيشرون وهم شبيهين جدا ببالمييري الذي عاش حياة نشطة كمواطن ومسؤول فضلاً عن أنه منظّر وفيلسوف. ولعل لب آراءه في التعبير عن نظرته للحركة الإنسانية موجود في ألبومه الشعري La città di vita (مدينة الحياة) الذي كتبه في 1465، لكن عمله السابق Della vita civile (في الحياة المدنية) كان أوسع وأشمل في تغطية الموضوع. وهو عبارة عن سلسلة من الحوارات التي تجري داخل بيت ريفي في منطقة موجيلو الريفية قرب فلورنسا، خلال وباء عام 1430، وشرح فيها بالميري صفات المواطن المثالي. تتضمن الحوارات أفكاراً حول نشأة الأطفال نفسيا وجسدياً، وكيفية تصرف المواطنين بشكل أخلاقي، وكيفية ضمان الدولة والمواطنين لوجود النزاهة في المناصب الحكومية والعامة، ومناظرة هامة حول الفرق بين ما هو مفيد عمليا وبين ما هو صالح أخلاقيا.
يؤمن أصحاب المذهب الإنساني إلى أنه من المهم الانتقال إلى مابعد الحياة الدنيا بعقل وجسد سليم تماماً. وبالإمكان إنجاز هذا الانتقال من خلال التربية والتعليم. هدف المذهب الإنساني كان صناعة الرجل الكوني والذي يجمع في داخله التميز الفكري والبدني بحيث يكون قادرا على العمل بنزاهة وفعالية في أي سياق. عُرفت هذه الأيدولوجية بـ L’Uomo Universale (الشبيهة بالعلاّمة في الثقافة الإسلامية) وهي تصور مثالي مأخوذ من الرومانية الإغريقية. كان التعليم أثناء عصر النهضة متركزاً بشكل أساسي على التاريخ والآداب القديمة. كان يُعتقد بأن الكلاسيكيات قدمت توجيهات أخلاقية إضافة إلى فهم أعمق للسلوك البشري.

### الفن

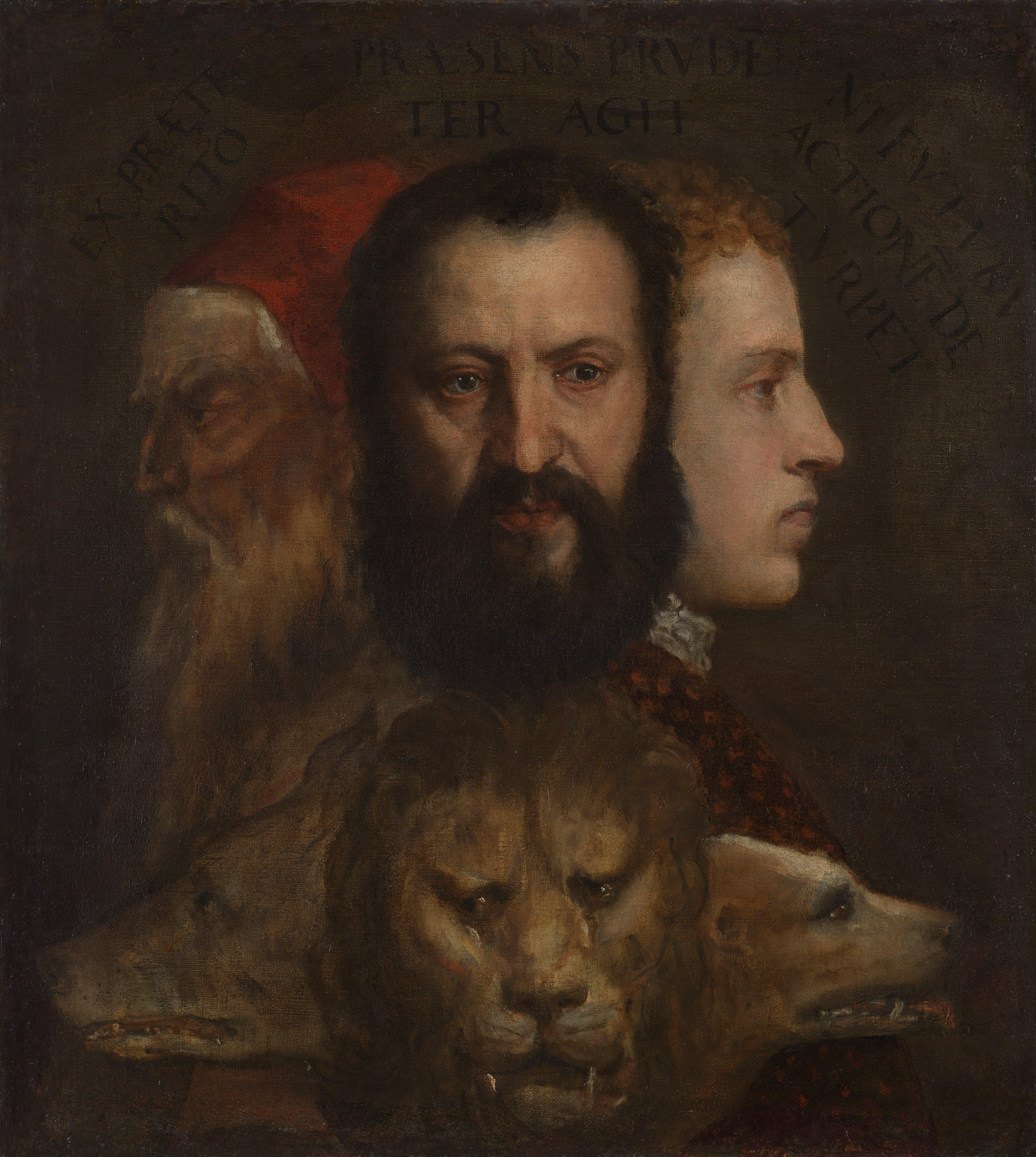
رمزية الحكمة بريشة تيتيان. الآن في المعرض الوطني، لندن.

عصر النهضة في «التاريخ الأوروبي» يمثل الفترة التي انتهت فيها العصور الوسطى وبدأ فيها العالم الحديث بالنمو. إنها تمثل نهضة حضارية من القرن الرابع عشر إلى منتصف القرن السابع عشر. سد عصر النهضة المبكر وخاصة في إيطاليا الثغرة الفنية في القرن الخامس عشر، بين القرون الوسطى وعصر النهضة العليا. ومن المعروف عموما أن عصر النهضة في أوروبا الشمالية نضج في وقت لاحق، في القرن السادس عشر. واحدة من السمات المميزة لفن عصر النهضة كانت تطويره للمنظور الخطي الواقعي للغاية. ينسب إلى جوتو دي بوندوني (1267-1337) الفضل كأول من تعامل مع اللوحة كنافذة إلى الفضاء، ولكن ذلك لم يكن إلّا بعد الشروحات الخاصة بالمهندس المعماري فيليبو برونليسكي (1377-1446)، وكتابات ليون باتيستا ألبيرتي (1404-1472) اللاحقة، وهذا المنظور أصبح يعتبر رسمياً كتقنية فنية. كان وضع منظور أوسع جزء من الاتجاه نحو الواقعية في مجال الفنون. تحقيقاً لهذه الغاية، طور الرسامون أيضاً تقنيات أخرى مثل: دراسة الضوء، والظل كما اشتهر بها ليوناردو دا فينشي، وأيضاً علم التشريح البشري. هذا التغيير الذي طرأ على المنهج الفنّي جدد الرغبة في تصوير جمال الطبيعة، وكشف بديهيات علم الجمال وتمثل أعمال ليوناردو دا فينشي، ميكيلانجيلو، ورفائيل ذروة هذا التغيير والذي سيقتدي به العديد من الفنانين في المستقبل. وأيضا من الفنانين الجديرين بالذكر ساندرو بوتيتشيلي الذي عمل كرسام للميديشي في مدينة فلورنسا، ودوناتيلو هو الآخر فنان من مدينة فلورنسا، ومن مدينة البندقية يأتي الفنان تيتيان، وغيرهم.
في نفس الوقت، وبالتحديد في هولندا كان هناك نشاط وتطور ثقافي فنّي ملحوظ، وكانت أعمال الفنانَين الهولنديَين هوغو فان دير جوس ويان فان آيك لها تأثير واضح في تطور الرسم في إيطاليا، وكلا المدرستين الإيطالية والهولندية تستخدم نفس التقنية والأدوات الفنية كالطلاء الزيتي والقماش، وأيضا لهما نفس الأسلوب والذي يقوم على تصوير الطبيعة. في وقت لاحق، ألهم عمل بيتر بروغل الأكبر الفنانين على تصوير موضوعات الحياة اليومية.

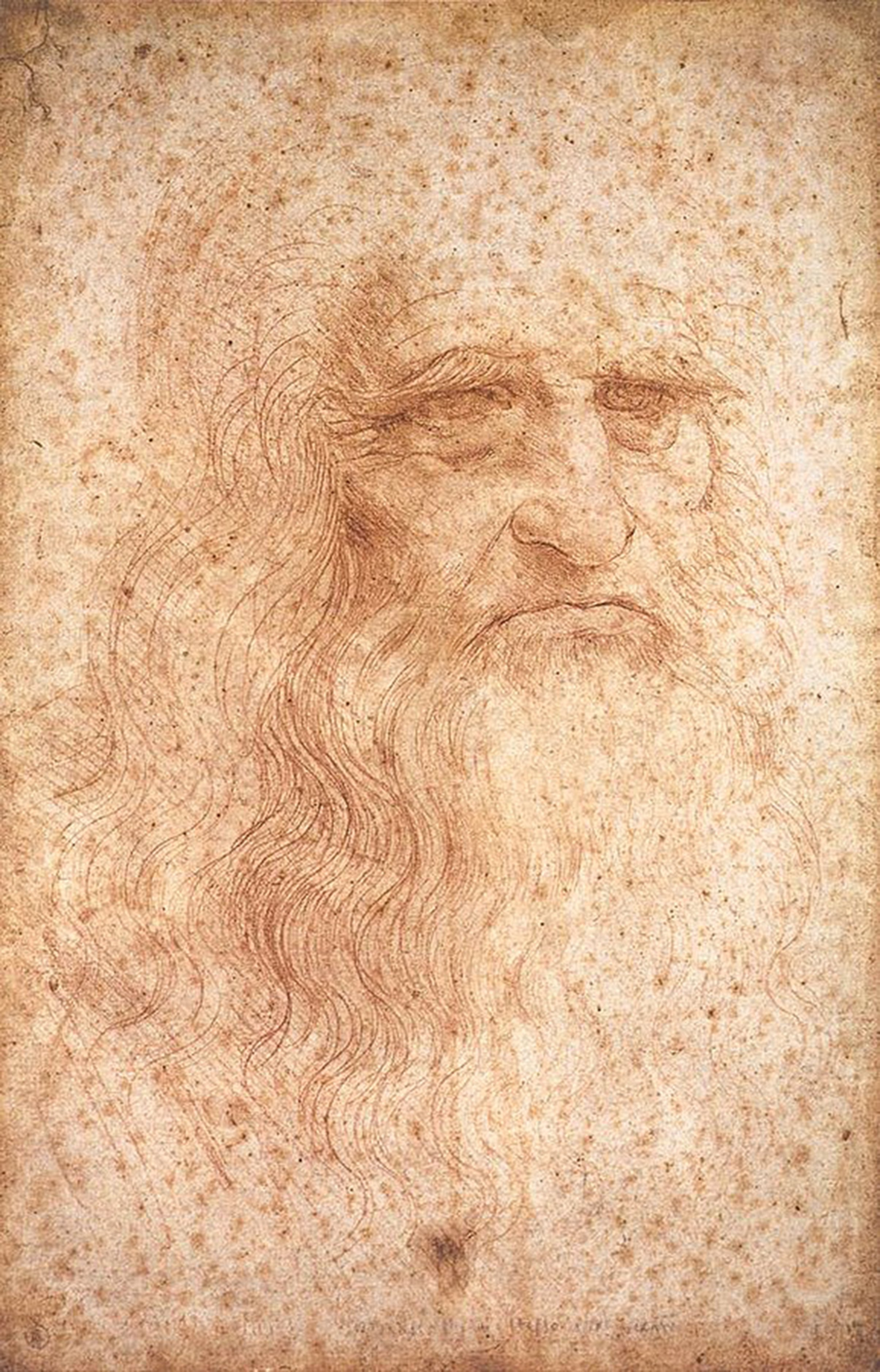
بورتريه شخصي لليوناردو دا فينشي، أعماله مثل موناليزا والعشاء الأخير والرجل الفيتروفي أمثلة على فن عصر النهضة

وفي مجال فن العمارة يبرز فيليبو برونليسكي الذي درس المباني الإغريقية القديمة، وأعاد اكتشاف معلومات تعود للكاتب والمهندس الإغريقي فيتروفيو الذي عاش في القرن الأول الميلادي وصنع فيليبو طفرة في مجال الرياضيات، وشكل نموذج المباني الذي اشتهر بها عصر النهضة والتي حاكى فيها النموذج الإغريقي. وأهم الخطى التي خطاها فيليبو برونليسكي في مجال الهندسة المعمارية هو تصميمه وبنائه للقبة الكاتدرائية في مدينة فلورنسا. يُقال أن أول مبنى لإثبات هذا هو كنيسة القديس أندرو التي بناها البرتي في مانتوفا. كان العمل المعماري الاستثنائي في عصر النهضة السامي هو إعادة بناء كاتدرائية القديس بطرس، والجمع بين مهارات دوناتو برامانتي، ميكيلانجيلو، رفائيل، سنقالو وماديرنو.
تم استخدام أنواع ترتيبات الرومان للأعمدة: توسكان، دوريسي، أيوني، كورنثي ومركب. يمكن لهذه الأعمدة أن تكون إما هيكلية، أو دعامة لممر أو عتب، أو مجرد ديكور فقط، مقابل جدار على شكل أعمدة متوجة. خلال عصر النهضة، كان المهندسون المعماريون يهدفون إلى استخدام الأعمدة، الأعمدة المتوجة، والأسطح المعمدة كنظام متكامل. أول المباني التي استخدمت الأعمدة كنظام متكامل كانت في الخزانة القديمة (1421-1440) من قبل فيليبو برونليسكي.
وغالبا ما تستخدم الأقواس، أنصاف الداوائر أو القطعيات (كما في أسلوب المانييريزمو) في الممرات، وتكون مدعّمة على أرصفة أو أعمدة ذات تيجان. قد يكون هناك جزء من السطح المعمد بين العاصمة والظهور من القوس. ألبيرتي كان من الأوائل اللذين استخدموا القوس على النصب التذكارية. تميزت أسقف مباني عصر النهضة بتقوسها الذي لم يتخللها أقواس بارزة فهي نصف دائرية، أو قطَعية على مخطط مربع، على عكس الأسقف القوطية التي تكون عادة مستطيلة.
لم يكن فنانو عصر النهضة وثنيين لكنهم كانوا معجين بالعصور القديمة وأبقوا أيضا على بعض أفكار ورموز العصور الوسطى. نيكولا بيسانو (1220-1278) قلد الشكل والنمط الكلاسيكي في تصويره لمشاهد من الكتاب المقدس. لوحة «البشارة» في سُدّة الوعظ بمعمودية بيزا، التي رسمها بيسانو نيكولا، تدل على أن النماذج الكلاسيكية أثرت في الفن الإيطالي قبل عصر النهضة وتجذرت كحركة أدبية.

### العلوم

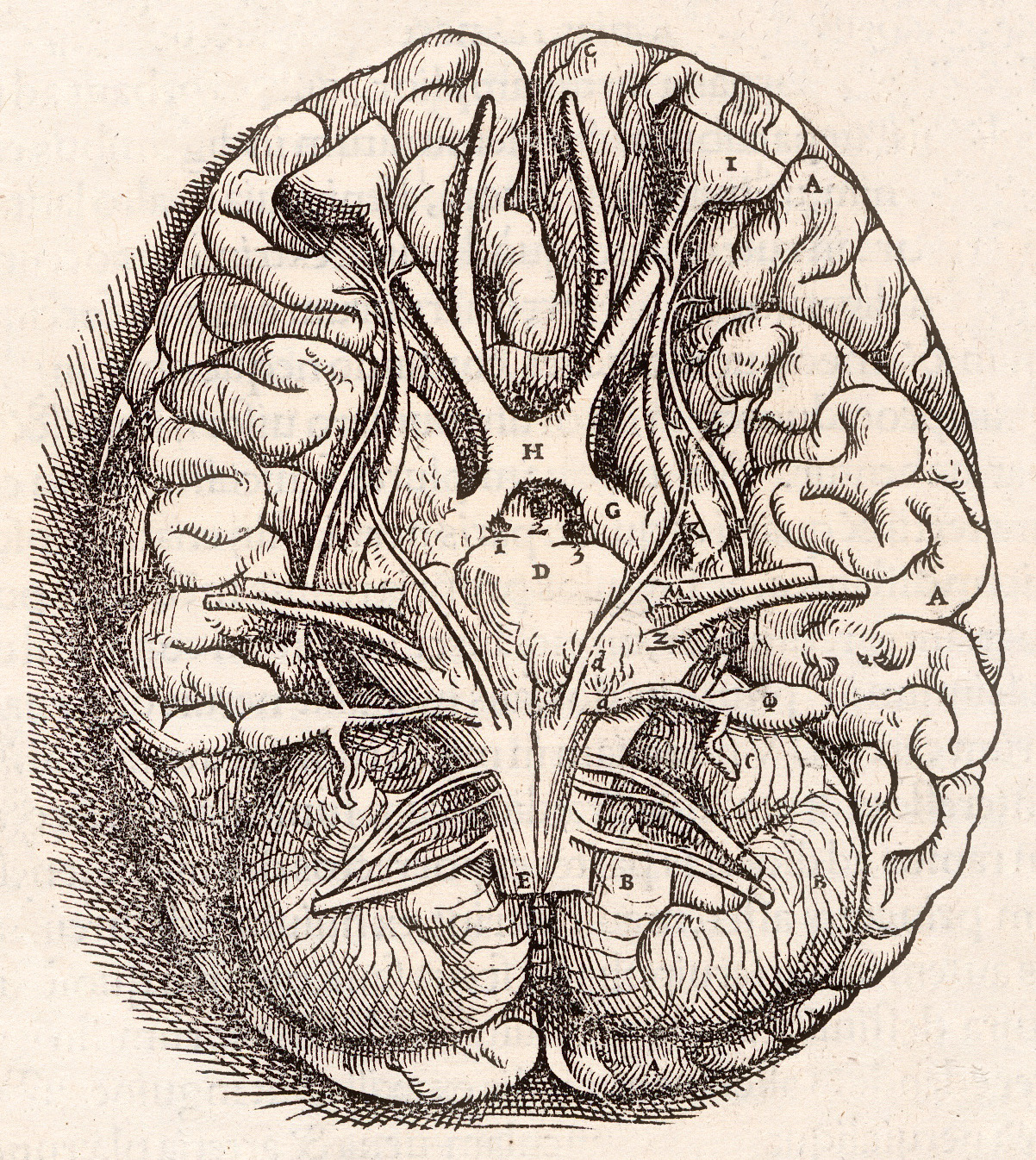
دراسات فيزاليوس في 1543 أثارت الاهتمام في تشريح الإنسان

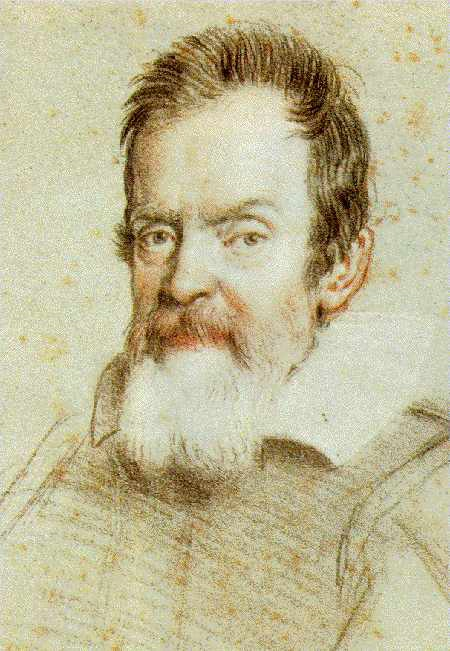
بورتريه لجاليليو جاليلي

لقد ساعد كل من إعادة اكتشاف النصوص القديمة واختراع الطباعة على نشر العلم وتوالد الأفكار. في الفترة الأولى من النهضة الإيطالية، فضل الإنسانيون الدراسات الإنسانية على الفلسفة الطبيعية وتطبيقات الرياضيات. وقد عزز تبجيلهم للمصادر الكلاسيكية رؤاهم الأرسطية والأفلاطونية للكون.
وبالرغم من ذلك، فقد كانت كتابات نيكولاس كوسانوس حوالي عام 1450 تتبع رؤية كوبرنيكوس حول مركزية الشمس، حيث تم صياغتها بأسلوب فلسفي. العلم والفن كانا متداخلان بشكل كبير في عصر النهضة المبكر، مع فنانين مثقفين مثل ليوناردو دا فينشي حيث رسم رسومات مشهودة للتشريح والطبيعة. لقد أجرى تجارب محكمة في انسياب الماء، والتشريح الطبي، ودراسة منهجية للديناميكية الهوائية. لقد صمم مبادئ أساليب البحث، والتي أدت بفريتوف كابرا إلى تصنيفه بأنه أب العلم الحديث.
«اكتشاف» كريستوفر كولومبوس ل «العالم الجديد» سنة 1492 أَوْلَدَ تَحَدٍّ للنظرة التقليدية للعالم التي صاغتها أعمال بطليموس (في الجغرافيا) وجالينوس (في الطب) والتي لم تعد تتطابق ولا تتلائم بالشكل الكافي مع الملاحظات والاستكشافات الجديدة: فبدأت البيئة المناسبة للتشكيك في النظرية العلمية السائدة. مع التصادم بين حركة الإصلاح البروتستانتية والحركة المضادة للإصلاح، أظهرت حركة النهضة في المناطق الشمالية تحولاً حازماً من الفلسفة الأرسطية الطبيعية إلى الكيمياء والعلوم الحيوية (علم النبات، والتشريح، والطب). لقد أنتجت القدرة على التشكيك في الحقائق السابقة والبحث عن إجابات جديدة فترة من التقدم العلمي الكبير.
البعض اعتبر هذا بأنه ثورة علمية، مبشرًا ببداية العصر الحديث. آخرون يرونها كعملية مستمرة ممتدة من العالم القديم إلى يومنا هذا. بغض النظر عن ذلك، هناك اتفاق عام على أن عصر النهضة أحدث تغييرات هامة في طريقة النظر للكون والمناهج التي تستخدم في تفسير الظواهر الطبيعية. جرت العادة التي بدأت عام 1543 بعد طبع أول كتاب بعنوان «De humani corporis fabrica (طريقة عمل جسم الإنسان)» لعالم التشريح البلجيكي أنرياس فيساليويس الذي أعطى في كتابه المزيد من الثقة لدور التشريح، والملاحظة، والفلسفة الآلية حول علم التشريح. وأيضا من الكتب التي أعطت المزيد من الثقة في علوم الفضاء كتاب «De revolutionibus orbium coelestium (في دوران الأجرام السماوية)» للعالم البولندي كوبرنيكوس. ونظرية كوبرنيكوس في كتابه كانت بأن الأرض تدور حول الشمس. خلال هذه الفترة قام كل من جاليليو جاليلي، تيخو براهي ويوهانس كيبلر بتقدم عظيم في المجال العلمي.
أحد أهم التطورات لم تكن اكتشافا علميا، لكن كانت تطور في عملية الاكتشاف، أي المنهج العلمي. المنهج العلمي يقوم على المبدأ التجريبي وأهمية الرياضيات، بالإضافة إلى تجاوز العلم الأرسطي. كان مؤيدو هذه الأفكار المؤثرين أمثال كوبرنيكوس وجاليليو وفرانسيس بيكون. أدى المنهج العلمي الجديد إلى إنجازات عظيمة في مجالات الفلك والفيزياء والأحياء والتشريح.

### الدين

البابا إسكندر السادس (من آل بورجيا) المشهور بفساده

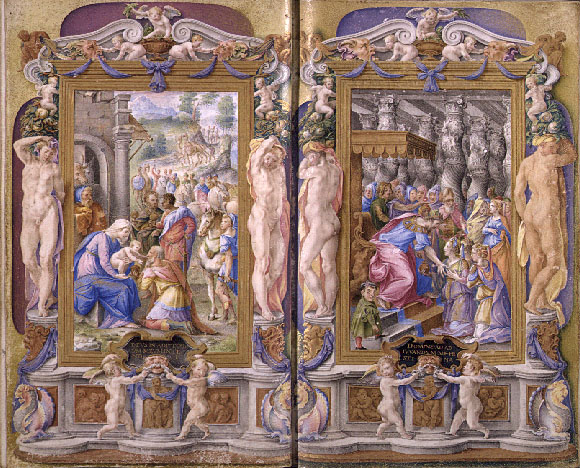
Adoration of the Magi and سليمان adored by the بلقيس from the Farnese Hours by Giulio Clovio marks النهضة الإيطالية of تذهيب together with the دليل الكتب المحرمة.

المُثُل العليا الجديدة للمذهب الإنساني - على الرغم من أنها علمانية في بعض جوانبها - طُورت في إطار خلفية مسيحية، خاصة في عصر النهضة الشمالي. كثير - إن لم يكن الأغلب - من الفن الجديد كان مفوضاً بواسطة الكنيسة أو مكرساً لأجلها. بالرغم من ذلك، فإن عصر النهضة قد أثر بعمق على علم اللاهوت المعاصر، وبالتحديد على الطريقة التي ينظر لها الناس في علاقة الإنسان مع الإله. العديد من اللاهوتيين الأوائل في تلك الفترة كانوا متبعون للمذهب الإنساني، بما في ذلك دسيدريوس إراسموس، هولدريخ زوينكلي، توماس مور، مارتن لوثر، وجون كالفن.
بدأ عصر النهضة في أوقات الاضطراب الديني. شهدت أواخر العصور الوسطى فترة من المكائد السياسية المحيطة بمنصب البابوية، وبلغت ذروتها في الانشقاق الغربي، حين أدعى كلٌّ من ثلاثة رجال في وقت واحد أنه الأسقف الحقيقي لروما. في حين تم حل الانقسام من قبل مجلس كونستانس (1414)، شهد القرن الخامس عشر نتاج حركة الإصلاح المعروفة باسم كونسيليارزم، والتي سعت للحد من سلطة البابا. ورغم أن البابوية خرجت بمكاسب قوية في القضايا الكنسية التي نوقشت في مجمع لاتيران الكنسي الخامس في 1511، إلا أنها قوبلت بسيل من الاتهامات بالفساد، وبالذات ضد البابا إسكندر السادس الذي اتهم بشراء المناصب الكهنوتية والمحسوبية وإنجاب أربعة أطفال غير شرعيين وهو على كرسي البابوية، وتزويجهم بغرض كسب المزيد من السلطة.
اقترح بعض رجال الكنيسة مثل ايراسموس ولوثر الإصلاح في الكنيسة، والتي تعتمد على نقد نصي إنساني للعهد الجديد. لقد كان لوثر الذي قام في أكتوبر 1517 بنشر رسالة 95، يتحدى فيها السلطات الباباوية وينتقد تعاملها مع الفساد، خاصة قضية بيع صكوك الغفران. رسالة 95 قادت لإصلاح تمثل في انفصال عن الكنيسة الكاثوليكية الرومانية التي كانت مسيطرة في السابق على أوروبا الغربية. لعبت النزعة الإنسانية وعصر النهضة دورا مباشرا في ظهور الإصلاح البروتستانتي، كما أثروا في العديد من المناقشات والصراعات الدينية المعاصرة الأخرى.
اعتلى البابا بولس الثالث (1534-1549) كرسي البابوية في عصر تلى نهب روما في 1527، وكانت الكنيسة الكاثوليكية تسودها الحيرة والشكوك بعد حركة الإصلاح البروتستانتي. أهدى نيكولاس كوبرنيكوس كتابه De revolutionibus orbium coelestium (حول دوران الأجرام السماوية) (باللاتينية: De revolutionibus orbium coelestium) إلى البابا بولس الثالث، الذي كان حفيده أليساندرو فارنيزي (كاردينال)، يمتلك لوحات فنية لمايكل أنجلو وتيتيان ورافاييل، بالإضافة لمجموعة مهمة من الرسومات، وكان قد قام برعاية تحفة جوليو كلوفيو الفنية، المخطوطة المزخرفة ساعات آل فارنيزي، التي تعتبر آخر المخطوطات المزخرفة الكبرى.

### الوعي الذاتي
مع حلول القرن الخامس عشر، كان الفنانون والكتاب والمعماريون في إيطاليا يدركون بوجود التغيرات التي كانت تحدث، وكانوا يستعلمون تعبيرات مثل على الطريقة الأثرية (بالإيطالية: modi antichi) وعلى طريقة الرومان والقدماء (بالإيطالية: alle romana et alla antica) عندما يصفون أعمالهم. في حوالي 1330، وصف بترارك عصور ما قبل المسيحية على أنها antiqua (قديمة) ووصف العصر المسيحي على أنه nova (جديد). من وجهة النظر الإيطالية لبترارك، كانت هذه الفترة الجديدة (التي شملت عصره) فترة الكسوف الوطنية. كان ليوناردو بروني أول من قسم التاريخ إلى ثلاثة عصور في كتابه تاريخ الشعب الفلورنسي (1442). العصرين الأولين كانا مشابهين لما فعله بترارك، لكن بروني أضاف عصرا ثالثا لأنه كان يعتقد أن إيطاليا لم تعد في حالة انحطاط. واستخدم فلافيو بيوندو نفس الأسلوب في مؤلفه «حقب تاريخية منذ سقوط الإمبراطورية الرومانية» (1439-1453).
علماء التاريخ الإنساني دافعوا عن أن المعارف المعاصرة استعادت روابطها المباشرة من الفترة الكلاسيكية، تجاوزاً للفترة الوسيطة التي سموها -لأول مرة- (بالعصور الوسطى). ظهر المصطلح لأول مرة في اللاتينية عام 1469 كـ media tempestas (الأزمنة المتوسطة). ظهر مصطلح la rinascita (الإحياء) لأول مرة بمعناه الواسع في أعمال جورجو فازاري: Vite de' più eccellenti architetti, pittori, et scultori Italiani (حياة الفنانين (1550) والنسخة المنقحة الصادرة في 1568). قسم فيزاري هذا العصر إلى ثلاث فترات: الفترة الأولى تحتوي على تشيمابو وجوتو دي بوندوني وأرنولفو دي كامبيو. أما الفترة الثانية فتحتوي على مازاتشو وفيليبو برونليسكي ودوناتيلو. وتمركزت الفترة الثالية على ليوناردو دا فينشي وتوجت بمايكل أنجلو. لم يكن مجرد الوعي المتزايد بالعصور القديمة الكلاسيكية هو الذي قاد هذا التطور، حسب فاساري، ولكن أيضا رغبة متزايدة للدراسة وتقليد الطبيعة.

## الانتشار
انتشرت أفكار عصر النهضة في القرن الخامس عشر بسرعة كبيرة من مكان نشأتها في فلورنسا، حيث انتشرت أولا في بقية إيطاليا ثم في بقية أوروبا. أتاح اختراع المطبعة الانتقال السريع لهذه الأفكار الجديدة. ومع انتشارها، تغيرت أفكار النهضة وتنوعت لتتكيف مع الثقافات المحلية. بدأ الباحثون في القرن العشرين بتقسيم النهضة إلى حركات اقليمية ووطنية.

### أوروبا الشمالية

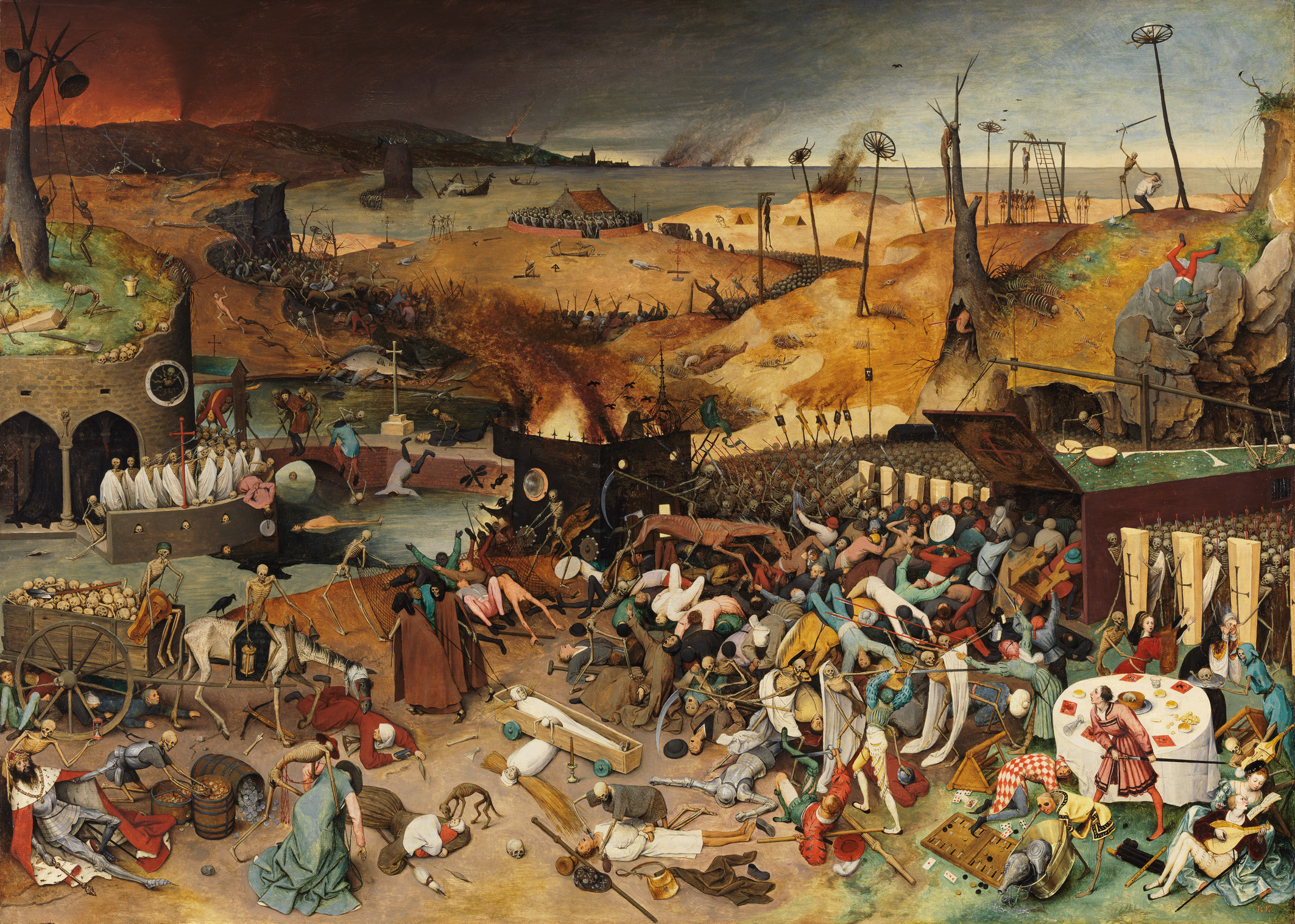
تصور لوحة بيتر بروغل المسماة انتصار الموت (1562) حالة الذعر والهيجان التي سببها الطاعون الذي ضرب أوروبا في العصور الوسطى

اصطلح على تسمية النهضة التي حدثت في شمال أوروبا بالنهضة الشمالية. وبينما كان اتجاه انتشار أفكار النهضة إلى الشمال من إيطاليا، كان هناك أيضا انتشار متزامن باتجاه الجنوب في بعض مجالات الابتكار، بالذات في الموسيقى. كانت موسيقى المدرسة البروغاندية في القرن الخامس عشر بداية النهضة في الفن والتأليف الموسيقي عند الهولنديين، ومع انتقالها مع الموسيقيين أنفسهم إلى إيطاليا، أسست جوهر أول أسلوب عالمي حقيقي في الموسيقى منذ توحيد الأنشودة الجورجية في القرن التاسع ميلادي. ذروة المدرسة الهولندية كانت في موسيقى الملحِّن الإيطالي باليسترينا. في نهاية القرن السادس عشر عادت إيطاليا لتكون مركزا للإبداع الموسيقي، مع تطور الغناء الجوقي التابع لمدرسة البندقية، والذي انتشر حتى ألمانيا شمالا.
لوحات عصر النهضة الإيطالية اختلفت عن تلك التي في عصر النهضة الشمالية. كان فنانو عصر النهضة الإيطاليون أول من رسم مشاهد دنيوية، منهين بذلك احتكار الفن على المشاهد الدينية البحتة كما كان الأمر عليه عند الرسامين في القرون الوسطى. في البداية، بقي فنانو عصر النهضة الشماليين مركزين على الموضوعات الدينية، كالاضطرابات الدينية المعاصرة في تلك الحقبة والتي تطرق لها آلبرخت دورر. بعدها أثرت أعمال بيتر بروغل على الفنانين الآخرين لرسم مشاهد من الحياة اليومية بدلا من المواضيع الدينية أو الكلاسيكية. كما تم خلال عصر النهضة الشمالية اتقان الأخوين الفلمنكيين هابرت ويان فان إيك لتقنية الرسم الزيتي، والتي مكنت الفنانين من إنتاج ألوان قوية على سطح صلب تحفظ اللوحات لعدة قرون. واتَّسَمَ عصر النهضة الشمالي في استخدامه للغات المحلية بدلا من اللاتينية أو اليونانية، مما شجع على حرية التعبير. بدأت هذه الحركة في إيطاليا مع التأثير الطاغي لدانتي أليغييري في نمو اللغات المحلية، وفي الواقع أدى التركيز على الكتابة بالإيطالية إلى إهمال مصدر رئيسي للأفكار الفلورنسية المكتوبة باللاتينية. وعزز انتشار الآلة الكاتبة المتنقلة (المخترعة في ألمانيا) من عصر النهضة، في أوروبا الشمالية كما في الأماكن الأخرى، كما أصبحت البندقية مركزاً عالمياً للطباعة.

### البرتغال

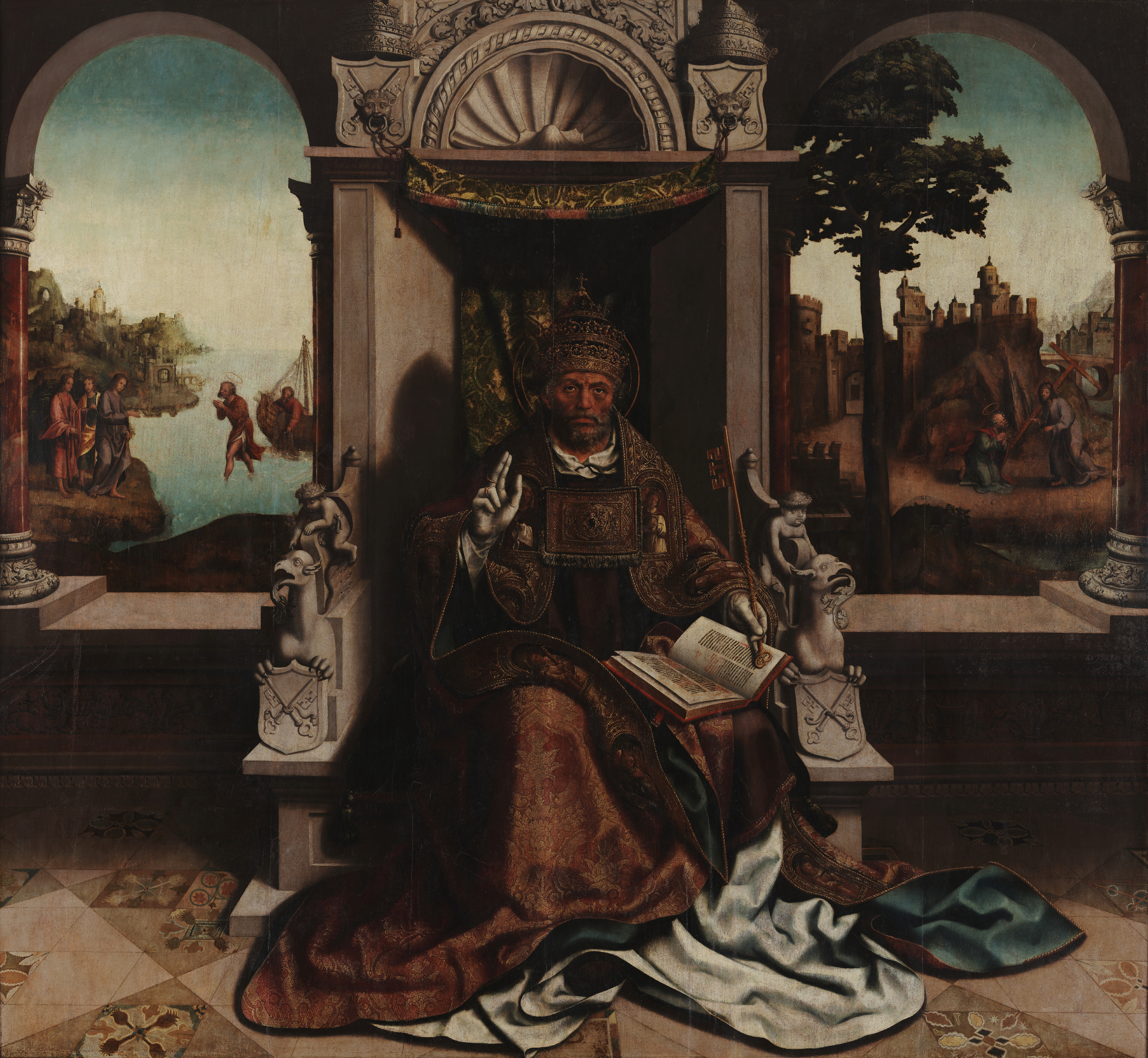
"البابا القديس بطرس"، 1530-1535، رسمها فاسكو فرناندز. عمل مميز من الفترة التي تأثرت بها النهضة البرتغالية بالعوامل الخارجية،

على الرغم من أن عصر النهضة الإيطالي كان له تأثير متواضع على الفنون البرتغالية، إلا أن البرتغال كانت مؤثرة في توسيع النظرة الأوروبية للعالم، وذلك بإثارة النزعة الإنسانية للاستكشاف. وصلت النهضة عبر التأثير الذي خلفه التجار الأثرياء الإيطاليين والفلامنكيين والذين قاموا باستثمارات رابحة في ما وراء البحار. كسائر المقرات الرائدة في الاستكشاف الأوروبي، ازدهرت لشبونة في أواخر القرن الخامس عشر ميلادي، حيث جذبت الخبراء الذين حققوا اكتشافات عديدة في الرياضيات، والفلك، والتكنولوجيا البحرية بمافيهم بيدرو نونس وجواو دي كاسترو، وإبراهام زاكاتو، ومارتن بيهايم. رسامو الخرائط مثل: بيدرو رينال، لوبو هوميم، استبيان قوميز ودييفو ريبيرو قدموا مساعدة مهمة في تخطيط الأرض. قام العديد من الأطباء والصيادلة مثل الصيدلي تومي بيرس والأطباء مثل غارسيا دي أورتا وكريستوبال أكوستا بجمع ونشر العديد من الأعمال عن النباتات والأدوية، والتي ترجمها لاحقاً عالم النبات الفلمنكي الرائد كارلوس سلوسيوس.
وفي العمارة، مولت الأرباح الهائلة في تجارة التوابل نمط من البناء الفخم في العقود الأولى من القرن السادس عشر يسمى المانويلية، مدمجاً العديد من العناصر البحرية. الرسامين الرئيسيين هم نونو غونسالفيس، غريغوريو لوبيز وفاسكو فيرنانديز. في الموسيقى، بيدرو دي اسكوبار ودوارتي لوبو، وأربعة ترانيم، بما في ذلك كانكيونيرو دي إلفاس. في الأدب، قدمت سا دي ميراندا الأساليب الإيطالية للشعر، كما طور بيرنارديرم ريبيرو الرعوية الرومانسية. كما انصهرت معزوفات جيل فيسينتي مع الثقافة الشعبية، حيث أبرزت تغيرات العصور، كما سجل لويس دي كامويس المفاخر البرتغالية في الخارج في القصيدة الملحمية أوس لوسيادس (بالبرتغالية: Os Lusíadas). أزدهر الأدب الرحلات خصوصا وقد قام كل من جواوو دي بارو، كاستنهيدا أنتطونيو قالفو، قاسبر كوريا، دوارتي باربوسا، فرناو مندش بنتو وآخرين بوصف الأراضي الجديدة التي زاروها. وتمت ترجمة أعمالهم وطباعتها مع تقنية الطباعة الجديدة. بعد انضمام البرازيل إلى الاستكشافات البرتغالية في 1500، صاغ أمريكو فسبوتشي مصطلح العالم الجديد في رسائله إلى لورينزو دي بييرفرانشيسكو دي ميديشي.
أنتج التبادل الدولي المكثف عدة علماء إنسانيين عالميين: فرانسيسكو دي هولاند، أندريه دي ريزندي ودامياو دي قواس، وهو صديق إراسموس الذي كتب باستقلالية نادرة عن عهد الملك مانويل الأول؛ ديوغو وأندريه دي جوفيا، الذي حقق إصلاحات ذات الصلة بالتدريس عبر فرنسا. جذبت الأنباء الأجنبية والمنتجات في المصنع البرتغالي في أنتويرب اهتمام كلاً من توماس مور ودورير إلى العالم الأوسع. هناك، ساعدت الأرباح والخبرة في رعاية النهضة الهولندية والعصر الذهبي، وخاصة بعد وصول مجتمع الأثرياء المثقفين من اليهود الذين طردوا من البرتغال.

### إسبانيا
وصل عصر النهضة إلى شبه الجزيرة الايبيرية من خلال البحر الأبيض المتوسط عبر المناطق التي يسيطر عليها تاج أراغون ومدينة فالنسيا. كان العديد من الكتاب في بداية عصر النهضة الإسبانية قد أتوا من مملكة أراغون، بما في ذلك أوسياس مارش وجوانوت مارتوريل. أما في مملكة قشتالة تأثر عصر النهضة في بدايته بالنزعة الإنسانية الإيطالية، بدءاً بالكُتاب والشعراء، وفي مطلعهم ماركيز سانتيانا، الذي عرّف الشعر الإيطالي الجديد إلى إسبانيا في أوائل القرن الخامس عشر. كتّاب آخرون، مثل خورخي مانريكي، فرناندو دي روخاس، خوان ديل انسينا، خوان بوسكان الموجافر وغارسيلاسو دي لا فيغا، ابقوا على تشابه قريب للنمط الإيطالي. وتُعد رواية دون كيشوت وهي تحفة ميغيل دي سرفانتس أول رواية غربية. ازدهر فكر الحركة الإنسانية في عصر النهضة أوائل القرن السادس عشر، بمؤلفين مأثرين كالفيلسوف خوان لويس فيفيس والنحوي أنطونيو دي نيبريخا أو المؤرخ الطبيعي بيدرو دي ميكسيا.
مالت النهضة الأسبانية في وقت لاحق نحو المواضيع الدينية والتصوف، بشعراء مثل فراي لويس دي ليون، تيريسا دي خيسوس ويوحنا الصليب، وقد تعاملت مع مواضيع متعلقة باستكشاف العالم الجديد على يد مؤرخين وكتاب مثل إنكا غارثيلاسو دي لا فيغا أو بارتولومي دي لاس كاساس، مما أدى إلى مجموعة من الأعمال، والتي تعرف الآن باسم أدب عصر النهضة الإسبانية. وشهد عصر النهضة في إسبانيا بروز فنانين من أمثال إل غريكو، ومؤلفين موسيقيين كتوماس لويس دي فيكتوريا وأنطونيو دي كابيثون.

### إنجلترا
في انكلترا، ميزت الحقبة الإليزابيثية بداية عصر النهضة الإنجليزية مع أعمال الكُتاب مثل ويليام شكسبير، كريستوفر مارلو، إدموند سبنسر، السير توماس مور، فرانسيس بيكون، السير فيليب سيدني، جون ميلتون، وكذلك مع أعمال فنانين ومعماريين عظماء (مثل اينيجو جونز الذي قدم العمارة الإيطالي إلى إنجلترا)، والملحنين مثل توماس تالليس، وجون تافيرنر ويليام بيرد.

### فرنسا
في عام 1495 عصر النهضة الإيطالية وصل إلى فرنسا، مستورد من الملك تشارلز الثامن بعد غزوه إيطاليا. العامل الذي شجع على انتشار العلمانية كان عجز الكنيسة عن تقديم المساعدة ضد الموت الأسود. استورد فرانسيس الأول الفن والفنانين الإيطاليين، بما في ذلك ليوناردو دا فينشي، وبنى قصور مزخرفة بتكاليف باهظة. الكتّاب أمثال فرانسوا رابليه وبيير دي رونسارد ويواكيم دو بيلي وميشيل دي مونتانير، والرسامون أمثال جان كلويت، والموسيقيون أمثال جان ماوتن استعاروا أيضاً من روح عصر النهضة الإيطالية.
في عام 1533، قام كاترينا دي ميديتشي البالغ من العمر آنذاك 14 عاماً (1519-1589) والمولود للورنزو الثاني دي ميتشي ومادلين دو لا تور دي أوفيرني، بالزواج من هنري، الابن الثاني للملك فرانسيس الأول والملكة كلود. على الرغم من أنها كانت قد أصبحت مشهورة بسوء سمعتها بسبب دورها في الحروب الدينية في فرنسا، إلا أنها قدمت إسهاماً مباشراً في جلب الفنون والعلوم والموسيقى - بما في ذلك أصول الباليه - من مسقط رأسها في فلورنسا إلى فرنسا.

### ألمانيا
في النصف الثاني من القرن الخامس عشر، انتشرت روح هذا العصر لتصل ألمانيا والبلاد المنخفضة، حيث تطورت الطباعة. (وكان ذلك حوالي 1450) حيث سبق تأثير الفنانين الألمان إيطاليا في عصر النهضة في وقت مبكر، هؤلاء الفنانين كالرسامين مثل جان فان ايك (1395-1441) وهيرونيموس بوش (1450-1516) والملحنون مثل يوهانس اوكيغم (1410-1497) وجاكوب اوبريتش (1457-1505) وجوسكن ديس بيريز (1455-1521). أصبحت النزعة الإنسانية في المناطق البروتستانتية (منذ وقت مبكر) مرتبطة بشكل وثيق باضطرابات الإصلاح البروتستانتي، وقد عكست الفنون والكتابة في عصر النهضة الألمانية هذا النزاع كثيراً. ومع ذلك، ظل الطراز القوطي والفلسفة المدرسية في العصور الوسطى حصرية حتى مطلع القرن السادس عشر. كان الإمبراطور ماكسيميليان الأول من هابسبورغ (حكم 1493-1519) العاهل الأول والحقيقي لنهضة الإمبراطورية الرومانية المقدسة، والتي عرفت فيما بعد باسم «الامبراطورية الرومانية المقدسة للأمة الألمانية» (حمية كولونيا 1512).

### المجر
بعد إيطاليا، جاءت المجر كأول بلد أوروبي حيث ظهر فيها عصر النهضة. جاء طراز عصر النهضة مباشرة من إيطاليا أثناء الكواتروسنتو (Quattrocento) -أو القرن الخامس عشر- إلى المجر لأول مرة في أوروبا الوسطى، وذلك بفضل التطوير المبكر للعلاقات المجرية الإيطالية-ليس فقط في العلاقات بين السلالات الحاكمة، ولكن في العلاقات الثقافية والإنسانية والتجارية- المتزايدة في قوتها من القرن الرابع عشر. كانت العلاقة بين الأسلوبين المجري والقوطي الإيطالي هي السبب الثاني - يتم تجنب الاختراق المبالغ فيه للجدارن، وتفضل البنايات النظيفة والمضاءة -. قدمت مخططات البناء واسعة النطاق عملاً وافراً على المدى الطويل للفنانين، على سبيل المثال، مبنى قلعة فريس (الجديدة) في بودا، قلاع فيسيغارد وتاتا وفاربالاتو. في محكمة سيغيسموند كان هناك رعاة مثل بيبو سبانو، وهو سليل عائلة سكولاري من فلورنسا، الذي دعا مانيتو امانتيني ومارسلينو دا بانكلي إلى المجر. وقد امتزج الاتجاه الإيطالي الجديد بالعادات والتقاليد الحالية، مما أنتج عنه أدب نهضة محلي. وقد استمر قبول أدب عضر النهضة بقدوم أصحاب المذهب الإنساني إلى البلاد. وقد اقترب كثير من الشبابي المجري الذي يدرس في الجامعات الإيطالية من مركز فلورنسا الإنساني، مما طور اتصال مباشر مع فلورنس. نمو أعداد التجار الإيطاليين القادمين إلى المجر، وبالتحديد إلى بودا، قد ساعد في العملية. تم تنفيذ الأفكار الجديدة من قبل الأساقفة الإنسانيين، من بينهم فيتيز يانوس، رئيس أساقفة ازترغوم، وأحد مؤسسي الإنسانية الهنغارية. في العهد الطويل للإمبراطور سيغيسموند إمبراطور لوكسمبورغ، أصبحت قلعة بودا الملكية على الأرجح أكبر القصور القوطية في أواخر العصور الوسطى. الملك ماتياس كورفينوس (1458-1490) إعادة بناء القصر بأسلوب عصر النهضة المبكر، بالإضافة إلى توسيع نطاقه. بعد الزواج عام 1476 بين الملك ماتياس وبياتريس من نابولي، أصبحت بودا واحدة من المراكز الفنية الأكثر أهمية في شمال النهضة من جبال الألب. أهم الإنسانيين الذين كانو يعيشون في ماتياس كورت كانوا انطونيو بونفيني والشاعر المجري الشهير يانوس بانونويس. أنشأ اندراس هيس مطبعة في بودا عام 1472. كانت مكتبة ماتياس كورفينوس تعتبر أعظم مجموعات الكتب العلمانية في أوروبا: السجلات التاريخية والأعمال الفلسفية والعلمية في القرن الخامس عشر. مكتبته كانت الثانية في الحجم إلى مكتبة الفاتيكان. (لكن مكتبة الفاتيكان، كانت تضم في الأغلب أناجيل ومواد دينية). كتب بارتولوميو ديلا فونتي من فلورنسا في 1489 أن لورينزو دي ميدشي أنشأ مكتبته اليونانية-اللاتينية متبعا في ذلك ما فعله الملك المجري. مكتبة كورفينوس هي جزء من منظمة اليونسكو للتراث العالمي. شخصيات أخرى هامة في النهضة المجرية: بالينت بلاسي (شاعر)، سباستين تينودي لانتوس (شاعر)، وبالينت باكفارك (ملحن وعازف بَرْبَط).

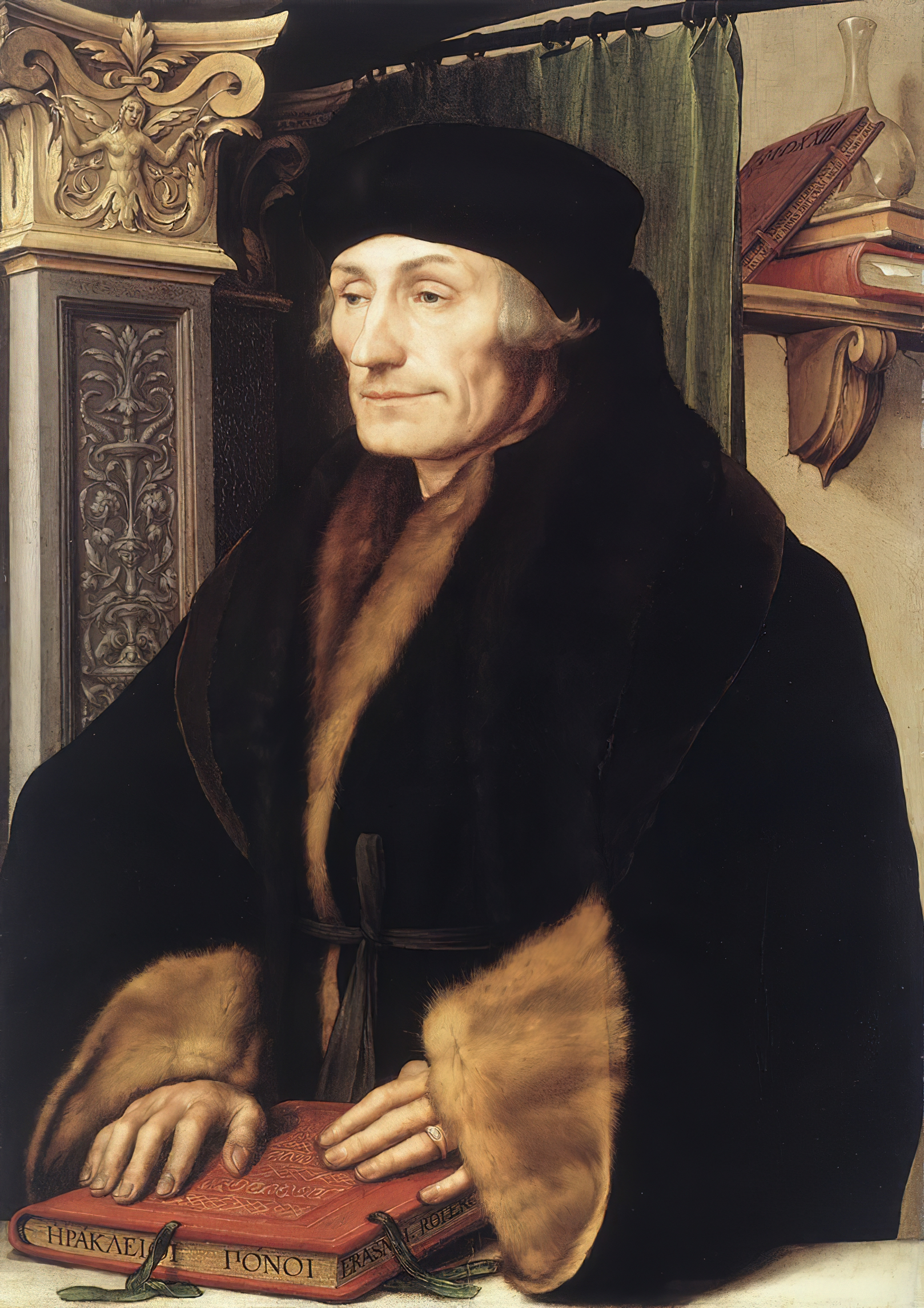
دسيدريوس إراسموس in 1523 as depicted by هانس هولباين الصغير

### بولندا
حركة إنسانية إيطالية قد جاءت إلى بولندا في منتصف القرن الخامس عشر وهي كاليماخوس فيليب. جاء العديد من الفنانين الإيطاليين إلى بولندا مع بونا سفورزا (من ميلان) عندما تزوجت الملك البولندي زغمونت الأول في 1518. كان هذا مؤيداً بشكل مؤقت من الأنظمة الملكية القوية في كلا المنطقتين، كما كان مؤيداً من الجامعات التي أنشئت حديثاً. استمرت النهضة البولندية من أواخر القرن الخامس عشر إلى أواخر القرن السادس عشر، وتعتبر على نطاق واسع أنها كانت العصر الذهبي للثقافة البولندية. مملكة بولندا، التي حكمتها سلالة ججلون (المعروف سنة 1569 بالكومنولث البولندي اللتواني) ساهمت بنشاط كبير في النهضة الأوروبية rn عرفت الدولة البولندية ذات التنوع العرقي فترة طويلة من النمو بفضل قرن من الزمن خال من أي حرب ذات أهمية تذكر- باستثناء صراعات المنطقة الشرقية ذات الكثافة السكانية المنخفضة والمناطق الحدودية الجنوبية. انتشر الإصلاح بسلام في أنحاء البلاد (مما أدى إلى نمو الأخوة البولندية)، حيث تحسنت الظروف المعيشية، ونمت المدن، وساهمت الصادرات من المنتجات الزراعية في إثراء السكان خصوصاً طبقة النبلاء (szlachta) التي تحقق لها السيطرة في النظام السياسي الجديد للحرية الذهبية (Golden Liberty).

### روسيا
تيارات عصر النهضة من إيطاليا وأوروبا الوسطى أثرت في روسيا في نواح عديدة، على الرغم من محدودية هذا التأثير نظراً للمسافة بين روسيا والمراكز الثقافية الرئيسة في أوروبا من جهة، وبسبب الإخلاص القوي للروسيين لتقاليدهم الأرثوذكسية والتراث البيزنطي، من الجهة الأخرى.
أدخل الأمير إيفان الثالث عمارة عصر النهضة إلى روسيا بدعوته لعدد من المهندسين المعماريين الإيطاليين، الذين جلبوا معهم تقنيات البناء الجديدة وعناصر طراز عصر النهضة، لكنهم حافظوا في التصاميم على الذوق المعماري التقليدي الروسي. سنة 1475 جاء المهندس المعماري البولوني أريستوتيلي فيورافانتي لإعادة بناء كاتدرائيّة الرّقاد بالكرملين في موسكو، التي تضررت جراء زلزال. جعل فيورافانتي من كاتدرائية فلاديمير، التي تعود للقرن الثاني عشر، كنموذج، بإنتاجه تصميم يجمع بين الذوق الروسي التقليدي واللمسة النهضوية برَحْب الأَرْجَاءِ وتناظرها.

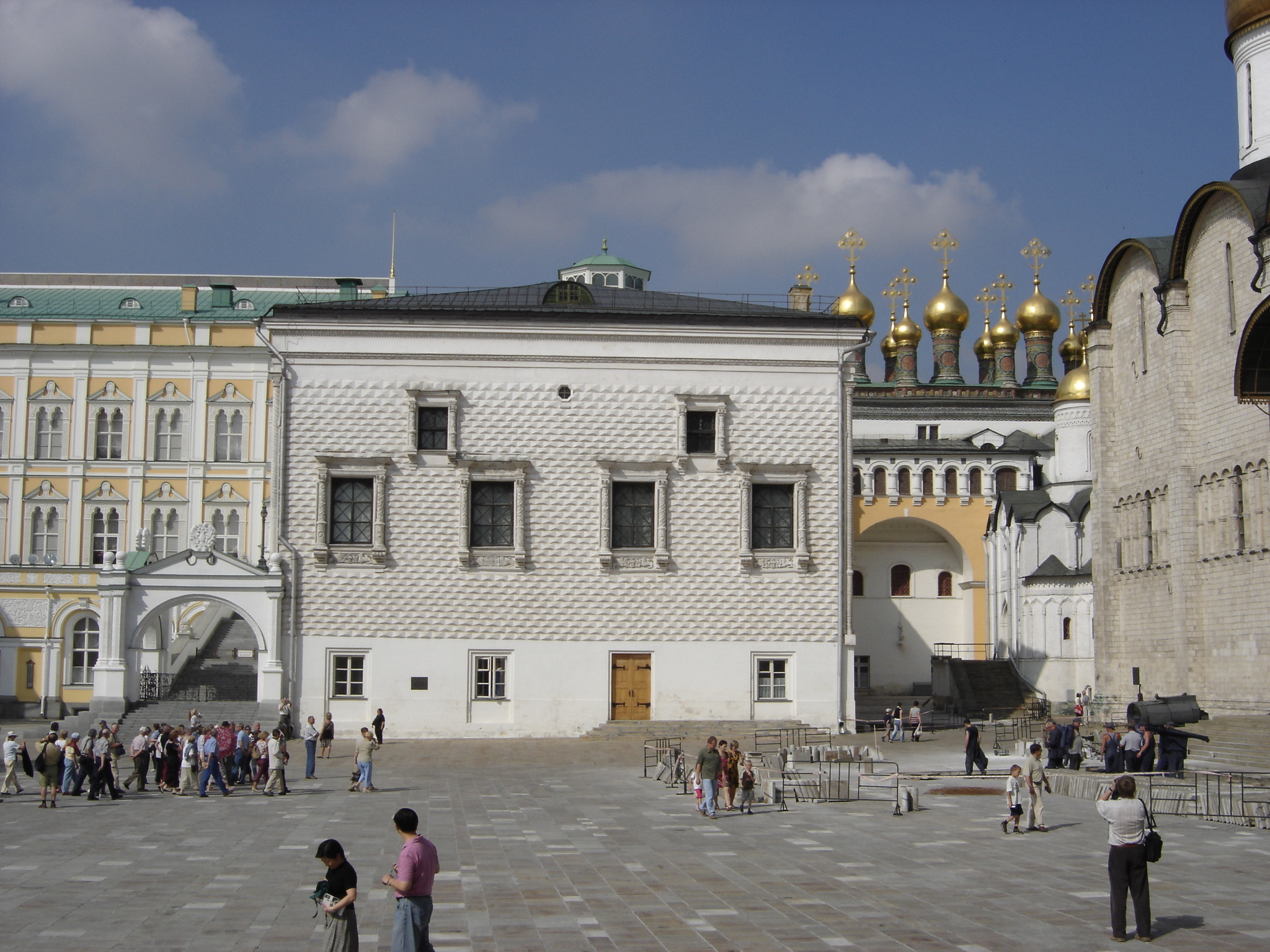
The Palace of Facets on the of the كرملين.

سنة 1485 قام إيفان الثالث بتكليف بناء قصر تيريم الملكي داخل الكرملين، وكان المعماري ميلانو الويسيو دا كونها مهندس الطوابق الثلاثة الأولى. الويسيو دا ميلانو، وكذلك المهندسين المعماريين الإيطاليين الآخرين، ساهموا إلى حد كبير أيضاً في بناء الجدران والأبراج الكرملينية. قاعة الحفلات الصغيرة التابعة للقيصر الروسي والتي تسمى بقصر الواجهات Palace of Facets يحث التسمية عائدة لقصة واجهته العلوية، كان عملا لاثنين من الإيطاليين: ماركو روفو وبيترو سولاريو، حيث يظهر هذا العمل الطراز الإيطالي. في عام 1505، مشهور إيطالي في روسيا يعرف بأليفز نوڤي أو أليفز فرايزين وصل إلى موسكو. ربما كان نحّات البندقية، الڤيسيو لامبيرتي دا مونتاني. بنى 12 كنيسة لإيفان الثالث، بما في ذلك كاتدرائية رئيس الملائكة، وهو مبنى رائع وملحوظ لمزجه الناجح لكل من التقاليد الروسية، والمتطلبات الأرثوذكسية وطراز عصر النهضة. من المعتقد أن كاتدرائية ميتروبوليتان بيتر في دير يسوكوبيتروفسكي، وهي عمل آخر من أعمال ألفيس نوفي، عملت كمصدر إلهام للتموذج المعماري المسمّى بـ مثمن الأضلاع على رباعي الزوايا في موسكو في أواخر القرن السابع عشر.

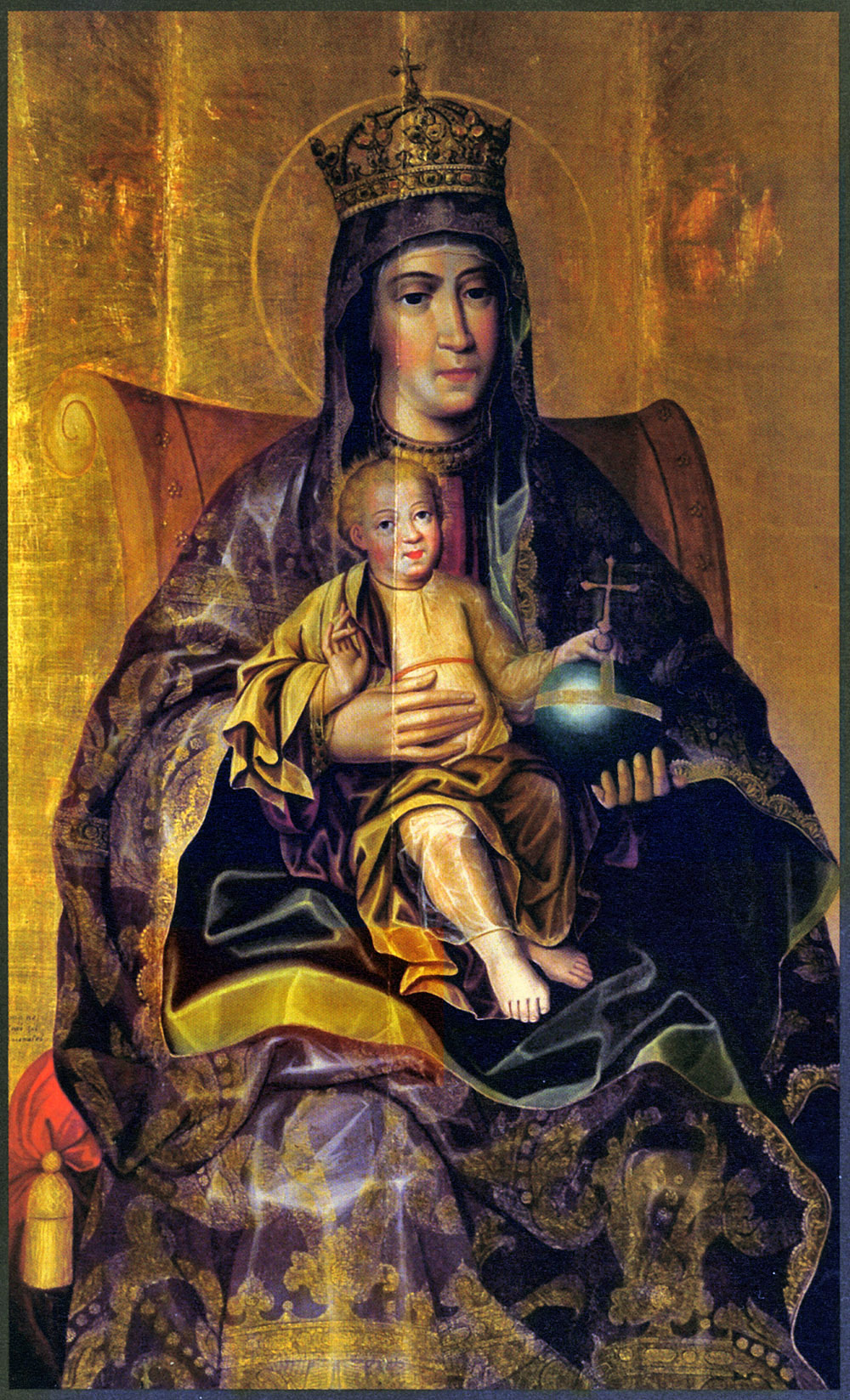
ثيوتوكس and يسوع, the late 17th century أيقونات روسية by Karp Zolotaryov, with a notably realistic depiction of faces and clothing.

ومع ذلك، فقد طُورت بين أوائل القرن السادس عشر وأواخر القرن السابع عشر تقاليد أصلية لبناء حجر سقف الخيام في روسيا. لقد كان مختلفا ومتميزا عن عمارة عصر النهضة الحديث المنتشر في باقي أوروبا، وبالرغم من ذلك فقد أطلق عليه بعض الباحثين بالطراز القوطي الروسي وقارنوه بالطراز القوطي الأوروبي الذي كان موجودا في السابق. الإيطاليون، مع التكنولوجيا المتقدمة عندهم، قد يكونوا أثروا على اختراع سقف الخيام الحجري (الخيام كانت معروفة خشبية في روسيا وأوروبا قبل فترة طويلة). وفقاً لاحدى الفرضيات، المهندس المعماري الإيطالي بيتروك مالي قد يكون هو مبتدع كنيسة الصعود في كولومينسكوي، واحدة من أقدم وأبرز الكنائس ذا سقوف الخيام.
بحلول القرن السابع عشر، أدى تأثير رسومات عصر النهضة إلى أن تصبح الرموز الروسية نوعاً ما أكثر واقعية، بينما ماتزال تتبع أغلب القواعد القديمة لرسم الرموز، كما شوهدت في أعمال بوقدان سالتانوف، سيمون اوشاكوف، جيوري نيكتن، كارب زولوتاريوف وفانين روس آخرين من تلك الحقبة. وظهر نوع جديد من رسم البورتريه العلماني، سُمي بالبارسونا (parsúna - من persona - أو person والتي تعني الشخص) والذي كان نمطاً تقليدياً بين الرسوميات الأيقونية المجردة وبين الرسوم الواقعي.
في منتصف القرن السادس عشر اعتمد الروس الطباعة من وسط أوروبا، مع ايفان فيودروف كونها أول طابعة روسية معروفة أصبحت الطباعة منتشرة في العصر السابع عشر، وأصبح تقطيع الخشب منتشر كذلك. أدى ذلك إلى تطوير شكل خاص من أشكال الفنون الشعبية المعروفة باسم الطباعة بـlubok وlubok كلمة مشتقة من LUB الروسية وهي نوع خاص من الألواح يتم طبع الصور عليه، والتي استمرت في روسيا لفترة طويلة في القرن التاسع عشر
عدد من تقنيات عصر النهضة كانت معتمدة من قبل الروس في وقت مبكر بدلاً من أوروبا، وأكتملت لاحقاً لتصبح جزءا من التقاليد المحلية القوية. أغلب هذه التقنيات كانت عسكرية، مثل المدافع التي تم اعتمادها في القرن الخامس عشر على الأقل. مدفع-القيصر - الذي يعتبر أكبر مدفع في العالم من حيث العيار صمم في روسيا وهو تحفة روسية الصنع قام بصناعته آندريه تشوكوف في 1586، واشتهر بزخارفة الغنية البارزة. وتقنية أخرى، وحسب إحدى الفرضيات فإنها قد أتت من أروبا عبر الإيطاليين، التي أحدثت تطورا في الشراب الوطني الروسي، الفودكا. في وقت مبكر من 1386 جلب سفراء جنوة أول أكوا فيتا الماء الحي إلى موسكو وقدموها إلى العظيم دوك ديمتري دونسكوي. في الغالب فإن الجنويين تمكنوا من الحصول على هذا الشراب بمساعدة خيميائي بروفانس، الذين استخدموا الاختراعات العربية في التقطير لتحويل العنب إلى كحول. دعا راهب بلدية موسكو إيزيدور استخدام هذه التكنولوجيا لإنتاج أول فودكا روسية أصلية ج 1430.

## التاريخ

### بداية
كان أول من استخدم هذا المصطلح بأثر رجعي هو الفنان والناقد الإيطالي جورجيو فاساري (1511-1574) في كتابه حياة الفنانين (نشر 1550). في الكتاب، حاول فاساري تعريف ما وصفه بالانفصال عن وحشية الفن القوطي: انحطت الفنون مع انهيار الامبراطورية الرومانية، ووحدهم الفنانون من توسكان الذين بدأوا بالخروج من هذا الانحطاط، وكان من أوائلهم تشيمابوي (1240-1301) وجوتو (1267-1337). وفقا لفاساري، الفن العتيق كان المركز لنهضة الفن الإيطالي.
على الرغم من ذلك لم تستخدم كلمة رينيسانس الفرنسية الدالة على النهضة، بشكل شعبي ودارج لوصف الوعي الذاتي للحركة الثقافية والمنبعثة من النموذج الروماني حتى نهاية القرن الثالث عشر. أول من عرف عصر النهضة كان جول ميشليه (1798-1874)، في كتابه الصادر عام 1855 تحت عنوان تاريخ فرنسا. وبالنسبة إلى ميشليه، فإن عصر النهضة كان تطورا علميا زكثر منه تطورا في الأدب والثقافة. وأكد أنها امتدت في الفترة من كولومبوس إلى كوبرنيكوس إلى جاليليو، وذلك من نهاية القرن الخامس عشر إلى منتصف القرن السابع عشر. علاوة على ذلك، ميز ميشيليت بين ماسماه الجودة الغريبة للعصور الوسطى، وبين القيم الديموقراطية والتي اختار، كجمهوري ذو صيت، أن يراها كإحدى سماتها. واعتبر القومي الفرنسي ميشليه أن عصر النهضة كان حركة فرنسية.
بالمقابل، قام المؤرخ السويسري جاكوب بوركهارت (1818-1897) في كتابه Die Cultur der Renaissance المكتوب بالإيطالية في 1860، بتعريف عصر النهضة كفترة بين غيوتو ومايكل انجلو في إيطاليا، والتي تقع بين القرن الرابع عشر وأواسط القرن السادس عشر. ونظر إلى عصر النهضة على أنه انبثاق للروح الفردانية الحديثة، والتي كانت مكبوتة في العصور الوسطى. كان كتابه مقروءاً على نطاق واسع، وكان مؤثراً في تطوير التفسير الحديث لعصر النهضة الإيطالية. ومع ذلك، فقد اتهم بوركهارت بعرض رؤية هويجية خطية للتاريخ برؤيتها عصر النهضة كأصل العالم المعاصر.
في الآونة الأخيرة، كان المؤرخون أقل حرصاً بكثير على تعريف عصر النهضة كعصر تاريخي، أو حتى كحركة ثقافية متماسكة. صرّح المؤرخ ٌفي جامعة كاليفورنيا بيركلي راندولف ستورن:

### نقاشات حول تطور عصر النهضة

Painting of the St. Bartholomew's Day Massacre, an event in the حروب فرنسا الدينية, by فرنسوا دوبويس

هناك نقاش دائر حول الدرجة التي تطور فيها عصر النهضة بناء على ثقافة العصور الوسطى. حرص كل من ميشيليت وبوركهارت في وصف التقدم المحرز في عصر النهضة نحو العصر الحديث. شبه بوركهارت التغيير بحجاب يُزال عن عيون الشخص، مما يسمح له أن يرى بوضوح.
في المقابل، يشير الكثير من المؤرخين الآن إلى أن معظم الظواهر الاجتماعية السلبية التي كانت مرتبطة في المخيلة العامة بفترة القرون الوسطى -مثل الفقر والحروب والاضطهاد الديني والسياسي- بدت تصبح أسوأ في عصر النهضة، الذي شهد صعود السياسة الميكافيلية وحروب الدين الفرنسية وفساد عائلة بورجيا البابوية ومطاردة الساحرات المكثف في القرن السادس عشر. الكثير من الذين عاصروا عصر النهضة لم ينظروا إليه على أنه عصر ذهبي على عكس نظرة وتصور المؤلفين في القرن التاسع عشر القرن، غير أنهم أبدوا قلقا من هذه العلل الاجتماعية. مع ذلك، كان الكثير من الفنانين والكتاب ورعاة الفنون المرتبطين بهذه الحركات الفنية، يعتقدون أنهم كانوا يعيشون في عصر جديد ومنفصل تماما عن القرون الوسطى. يفضل بعض المؤرخين الماركسيين وصف عصر النهضة من ناحية مادية، معتبرين أن التغيرات في الفنون والأدب والفلسفة كانت جزءاً من توجه اقتصادي عام للتخلي عن الإقطاعية والاتجاه للرأسمالية، مسببا ذلك في نشوء طبقة برجوازية تملك وقت فراغ كافي من أجل الفنون.
اعترف يوهان هويزينجا (1872-1945) بوجود عصر النهضة لكنه تساءل عما إذا كان التغيير إيجابياً أم لا. في كتابه (التراجع في العصور الوسطى)، قال أن عصر النهضة كان في فترة انحدار من العصور الوسطى العليا، مدمراً الكثير مما كان مهماً. اللغة اللاتينية، على سبيل المثال، قد تطورت بشكل كبير من الفترة الكلاسيكية، وهي لا تزال لغة حية تستخدم في الكنيسة وخارجها. لكن هوس عصر النهضة بالنقاء الكلاسيكي أوقف تطور اللاتينية، وتسبب بتراجعها لشكلها الكلاسيكي. اعتبر روبرت لوبيز أنها كانت فترة من الركود الاقتصادي العميق. بينما اعتبر جورج سارتون ولين ثورندايك أن التقدم العلمي ربما كان أقل أصالة وتجديدا مما كان يعتقد. وأخيراً، قال جوان كيلي أن عصر النهضة أدى إلى انقسام أكبر بين الجنسين، مما قلل الوكالة التي كنّ النساء يملكنها خلال العصور الوسطى.
يرى بعض المؤرخون أن كلمة Renaissance هي كلمة محملة بمدلولات غير صحيحة بالضرورة، فهي تتضمن وبشكل قطعي ولادة جديدة من ما يفترض بأنه عصور مظلمة أكثر بدائية (القرون الوسطى). العديد من المؤرخين يفضلون الآن استخدام مصطلح الحداثة المبكرة لهذه الفترة، وهي تسمية أكثر حياداً حيث تسلط الضوء على هذه الفترة كفترة انتقالية بين العصور الوسطى والعصر الحديث. جاء آخرون مثل روجر أوزبورن للنظر في عصر النهضة الإيطالية كمستودع من الخرافات والمثاليات من التاريخ الغربي بشكل عام، عوضاً عن ولادة جديدة للأفكار القديمة كفترة ابتكار عظيمة.

## عصور نهضة أخرى
مصطلح عصر النهضة استخدم أيضًا لتحديد فترات خارج القرون 15 و 16. تشارلز هـ. هاسكينز (1870-1937)، على سبيل المثال، مبرراً لعصر النهضة في أوروبا من القرن الثاني عشر. يجادل بعض المؤرخين عن وجود عصر نهضة كارولنجي في القرنين الثامن والتاسع، وعصر نهضة آخر للأتونيين في القرن العاشر. أيضاً تم الاصطلاح على تسمية فترات أخرى من النهضات الثقافية بـ «النهضة»، مثل عصر النهضة البنغالي أو «النهضة العربية» أو عصر النهضة الهارلمي.

## وصلات خارجية
- (بالإنجليزية) و(بالإيطالية) بانوراما ثلاثية الأبعاد لأماكن من عصر النهضة في فلورنسا.
- (بالإنجليزية) معرض للوحات ورسومات ليوناردو دا فينشي.